# مایکل جکسون
مایکل جوزف جکسون (به انگلیسی: Michael Joseph Jackson؛ ۲۹ اوت ۱۹۵۸ – ۲۵ ژوئن ۲۰۰۹) خواننده، ترانه‌سرا، رقصنده و بشردوست آمریکایی بود. آثار او در موسیقی و رقص در کنار زندگی شخصی‌اش او را به مدت چهار دهه به یکی از مشهورترین چهره‌های فرهنگ عامهٔ جهان تبدیل کرد، به گونه‌ای که از وی به‌عنوان یکی از تأثیرگذارترین چهره‌های فرهنگی قرن بیستم نام برده می‌شود.
او از ۵ سالگی وارد صنعت موسیقی شد و به مدت ۴۵ سال فعالیت کرد. جکسون، بیتلز و الویس پرسلی با اختلاف بسیار زیاد از دیگر هنرمندان، پرفروش‌ترین هنرمندان جهان هستند. در سال ۲۰۰۶ کتاب رکوردهای جهانی گینس، رکورد موفق‌ترین سرگرمی‌ساز و صحنه‌گردان تاریخ را به نام جکسون ثبت کرد. تاکنون ۳۹ رکورد در گینس به نام وی ثبت شده که بیش از هر هنرمند دیگری است.
جکسون در طول ۴۶ سال دوران فعالیتش، ۱۰ آلبوم استودیویی منتشر کرد که ۵ تایشان جزو پرفروش‌ترین آلبوم‌های جهان هستند. او تنها هنرمندی‌ست که این تعداد آلبوم پرفروش دارد. همچنین آلبوم تریلر او که در سال ۱۹۸۲ منتشر شد، با فروش بیش از ۱۱۰ میلیون نسخه در جهان، پرفروش‌ترین آلبوم تاریخ موسیقی است.
طبق بررسی‌های تالار مشاهیر راک اند رول، کتاب گینس، مجلهٔ ونتی فر و چندی از منابع دیگر، مایکل جکسون محبوب‌ترین هنرمند تاریخ صنعت نمایش، مشهورترین انسان مَرد تاریخ، نیکوکارترین ستارهٔ پاپ و پرجایزه‌ترین هنرمند جهان است. او بیشتر ثروت خود را برای انجام کارهای نیکوکارانه خرج کرد به طوری که در سال ۲۰۰۰، رکورد «بیشترین حمایت از موسسات خیریه توسط یک ستارهٔ پاپ» در کتاب گینس به نام وی ثبت شد.
جکسون در طول عمرش به نمادی فرهنگی و جزئی از فرهنگ عامهٔ مردم جهان تبدیل شد. سبک منحصربه‌فرد او در موسیقی، رقص، آواز و مُـد، هنرمندان بی‌شماری همانند مدونا، بریتنی اسپیرز، برونو مارس، لیدی گاگا و جاستین بیبر را در ۵۰ سال اخیر تحت تأثیر قرار داده و همچنان نیز در حال خط دادن به هنرمندان نوظهور است. با این وجود ابعاد دیگر زندگی شخصی او، همچون ظاهر در حال تغییر، رفتار و شایعات پیرامونش سبب ایجاد جنجال‌های غرض‌ورزانه‌ای شد که به چهرهٔ مردمی او صدمه زد. از اتهام‌های معروفی که به وی زده شده است می‌توان به ۲ اتهام کودک‌آزاری یکی در سال ۱۹۹۳ و دیگری در سال ۲۰۰۵ اشاره کرد که در هر دو مورد بی‌گناه شناخته شد.
او در اواسط سال ۲۰۰۹ بر اثر تزریق بیش از حد داروی قوی بی‌هوشی پروپوفول توسط دکترش، در سن ۵۰ سالگی درگذشت. پس از گذشت ۲ سال از مرگ جکسون، دکتر او به ۴ سال حبس در زندان به علت قتل غیرعمد جکسون محکوم شد.
پس از گذشت بیش از یک دهه از مرگ مایکل جکسون، وی همچنان پردرآمدترین انسان مشهور درگذشتهٔ جهان بوده است. درآمد جکسون از سال ۲۰۰۹ تا ۲۰۱۹ دست کم دو میلیارد و چهارصد هزار دلار آمریکا برآورد شده است.

## زندگی

### ۱۹۵۸–۱۹۷۵: اوایل زندگی و جکسون فایو

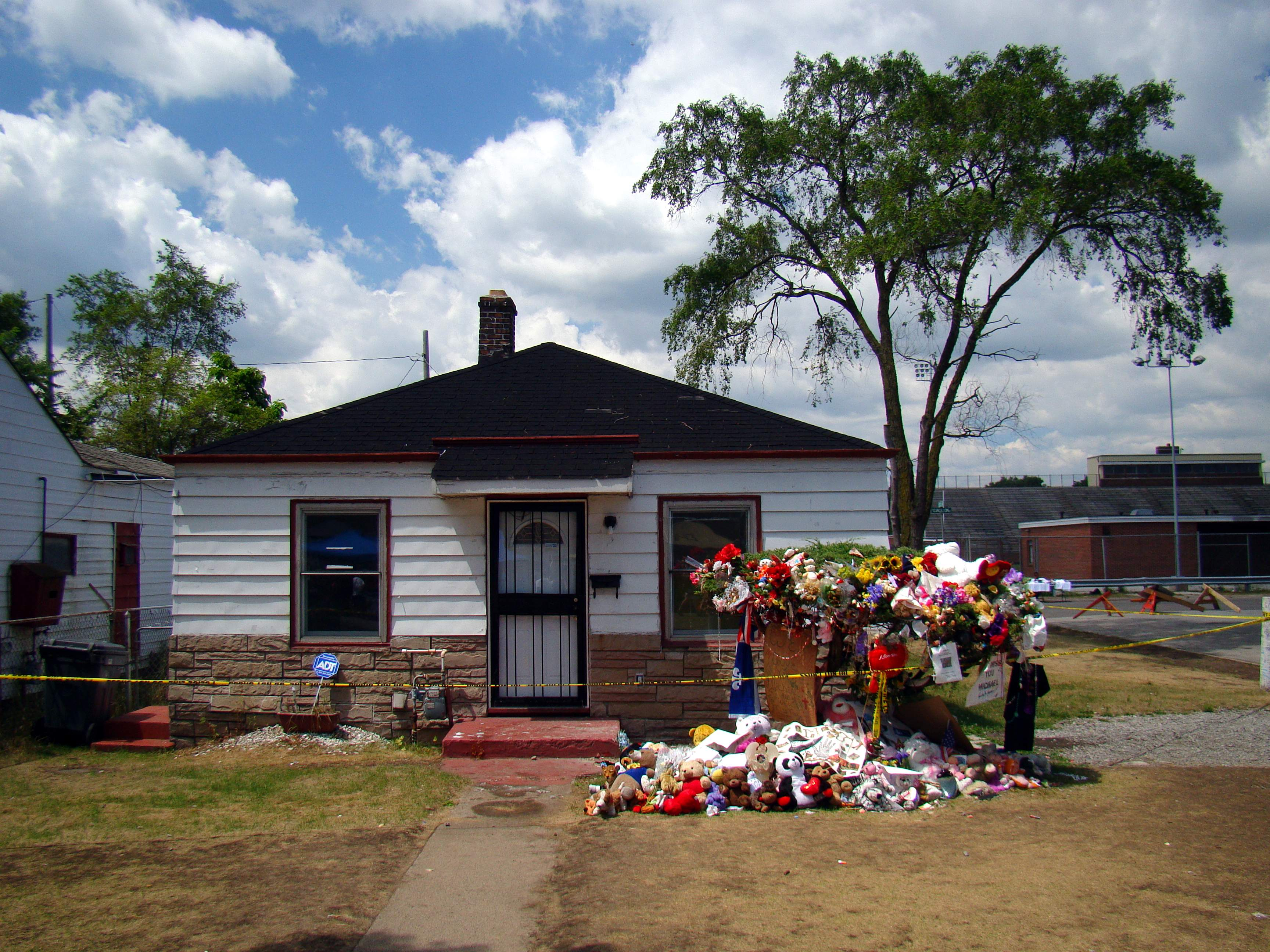
خانهٔ دوران کودکی جکسون در گری، ایندیانا؛ تصویر در مارس ۲۰۱۰ با ادای احترام گل پس از مرگش

مایکل جوزف جکسون در ۲۹ اوت ۱۹۵۸ در شهر صنعتی گَری در ایالت ایندیانا، ایالات متحده آمریکا (نزدیک شیکاگو) و در خانواده‌ای تهی‌دست زاده شد. نام پدرش، جوزف و مادرش، کاترین بود. او هشتمین فرزند از ۱۰ فرزند خانواده جکسون، یک خانواده آفریقایی-آمریکایی از طبقهٔ کارگر بود که در یک خانه دوخوابه در خیابان جکسون زندگی می‌کردند. مادرش، کاترین جکسون، کلارینت و پیانو می‌نواخت و اشتیاق داشت که یک خوانندهٔ کانتری-اند-وسترن باشد. مادرش به‌صورت نیمه‌وقت در فروشگاه سیرز کار می‌کرد. مادر مایکل بسیار مذهبی بود و فرزندانش را با باورهای سختگیرانهٔ فرقهٔ شاهدان یهوه از دین مسیحیت تربیت می‌کرد.
خانوادهٔ ۱۱ نفری جکسون، در یک خانهٔ کوچک که دارای دو اتاق خواب بود، زندگی می‌کردند.
پدرش جوزف واتر «جو» جکسون، یک کارگر جرثقیل در شرکت فولادسازی یو.اس. استیل بود و برای تأمین درآمد خانواده با گروه محلی دِ فالکنز گیتار می‌نواخت و اغلب در خانه و جلوی چشمان فرزندانشان تمرین می‌کردند. مایکل با سه خواهر (ربی، لاتویا و جنت) و پنج برادر (جکی، تیتو، جرمین، مارلون و رندی) بزرگ شد. برادر ششم، براندون دوقلوی مارلون، اندکی پس از تولد درگذشت.
مایکل استعدادش در موسیقی را خیلی زود بروز داد. او در سن ۵ سالگی در حضور همکلاسی‌ها و مردم به مناسبت مختلف اجرا می‌کرد و موجب تعجب همگان می‌شد. در سال ۱۹۶۴ و زمانی که مایکل تنها ۶ سال داشت، به عنوان خوانندهٔ پس‌زمینه به گروه برادران جکسون پیوست. او در ۸ سالگی (سال ۱۹۶۶) در مقام خواننده و رقصندهٔ اصلی این گروه قرار گرفت. در همین زمان، برادران جکسون نام گروه را به جکسون فایو تغییر دادند.
برادران جکسون هر روز پس از بازگشت از مدرسه، به دستور پدرشان به تمرین‌های سخت می‌پرداختند. مایکل از همان دوران خردسالی مورد رفتار تند پدرش قرار داشت. او کار بی‌وقفه، شلاق و کلمات رکیک را تحمل می‌کرد. جوزف اغلب مچ‌گیری می‌کرد یا فرزندان پسر را به دیوار فشار می‌داد. این سوءاستفاده‌ها از مایکل، زندگی‌اش در بزرگسالی را تحت شعاع خود قرار داد.

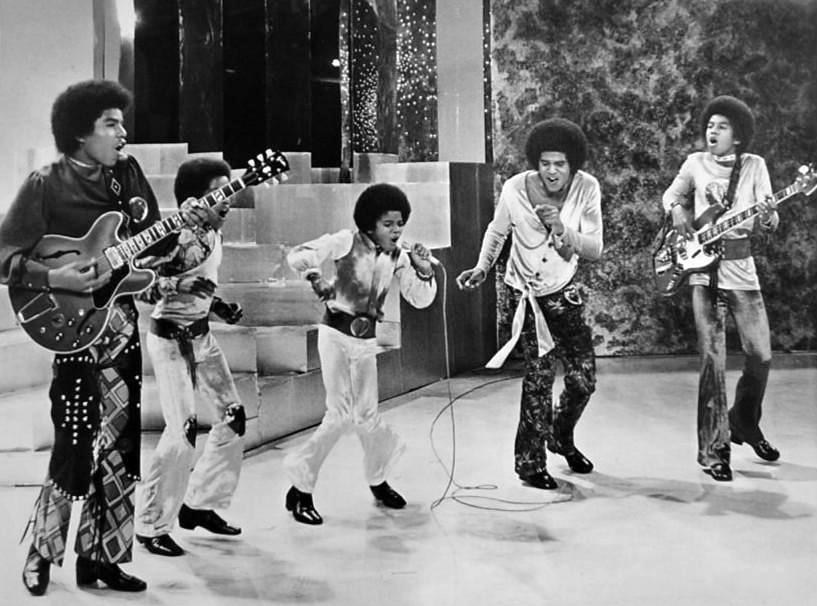
تصویری از اولین ویژه‌برنامهٔ جکسون فایو در سال ۱۹۷۱ (مایکل در وسط)

جکسون فایو از ۱۹۶۶ تا ۱۹۶۸ (۸ سالگی تا ۱۰ سالگی مایکل) در سطح وسیعی از ایالت‌های غرب میانه آمریکا به اجرای برنامه پرداخت. آن‌ها به دفعات در جایی اجرا می‌کردند که اغلب مقدمه‌ای برای شروع استریپ تیزها (رقص‌های برهنه) بود. در سال ۱۹۶۸ (۱۰ سالگی مایکل) رئیس شرکت موتاون رکوردز با مشاهدهٔ استعداد این گروه با آن‌ها قرارداد بست. در سال ۱۹۶۹ (۱۱ سالگی مایکل) ۴ تک‌آهنگ جکسون فایو پشت‌سرهم در آمریکا شمارهٔ یک شدند و مایکل تبدیل به جوان‌ترین خوانندهٔ تاریخ شد که تک‌آهنگش در جداول موسیقی شماره یک می‌شود. بعدها در سال ۲۰۰۶ این رکورد به صورت رسمی در کتاب رکوردهای گینس ثبت شد.
مایکل از سال ۱۹۷۲ (۱۴ سالگی)، در کنار فعالیت در گروه، اقدام به ساخت و اجرای آهنگ به صورت تک‌نفره نمود. او از سال ۱۹۷۲ تا ۱۹۷۵، ۴ آلبوم استودیویی تک‌نفره منتشر کرد و حتی نامزد یک جایزه اسکار هم شد.
در همین سال‌ها، اعضای گروه اقدام به برگزاری تور کنسرت در اروپا و نیز یک تور جهانی کردند.
گروه جکسون فایو در سال ۱۹۷۵ از شرکت نشر موسیقی موتاون رکوردز به سی‌بی‌اس رکوردز نقل مکان کرد.
گروه همچنان به اجراهای بین‌المللی خود ادامه می‌داد و از ۱۹۷۶ تا ۱۹۸۴ (از ۱۵ تا ۲۴ سالگی مایکل) شش آلبوم استودیویی دیگر منتشر کرد. در همین مدت، مایکل ترانه‌سرای اصلی گروه جکسونز بود.
مایکل در این دوران به بلوغ رسید و از تغییراتی که به خاطر آن، در صورت و ظاهرش پدید آمد، ناراضی بود. به همین دلیل رژیم غذایی خود را تغییر داد و گیاه‌خوار شد.

### ۱۹۷۹–۱۹۸۱: آلبوم غیرمعمول
در سال ۱۹۷۸، جکسون در فیلمی موزیکال به نام ویز در نقش یک مترسک ظاهر شد. موسیقی این فیلم توسط کوئینسی جونز، یکی از بزرگ‌ترین تهیه‌کنندگان آثار موسیقی جهان تنظیم شده بود. اما فروش این فیلم در گیشه یک فاجعه بود و موفقیتی به‌دست نیاورد.
در سال ۱۹۷۹، بینی مایکل در یکی از تمرینات پیچیدهٔ رقص شکست. جراحی بینی که در نتیجهٔ این حادثه انجام شد موفقیت‌آمیز نبود و باعث ایجاد مشکلات تنفسی برای مایکل شد که می‌توانست فعالیت حرفه‌ای او را تحت تأثیر قرار دهد. او در اواسط دههٔ ۱۹۸۰ به دکتر استیو هوفلین معرفی شد که دومین جراحی بینی را برای او انجام دهد.
پنجمین آلبوم استودیویی جکسون به نام غیر معمول در سال ۱۹۷۹ منتشر شد. ترانه‌سرایان این آلبوم، راد تمپرتون، استیو واندر، پل مک‌کارتنی (عضو اصلی بیتلز) و جکسون بودند. آلبوم غیر معمول یک موفقیت تجاری بزرگ بود و به نخستین آلبومی تبدیل شد که چهار تک‌آهنگ آن، در بین ۱۰ اثر برترِ جدول ۱۰۰ آهنگ داغ بیلبورد قرار گرفت.
آلبوم غیر معمول رتبهٔ سوم را در جدول بیلبورد ۲۰۰ به‌دست‌آورد و در مدت ۳ سال با فروش ۷ میلیون نسخه به پرفروش‌ترین آلبوم یک هنرمند سیاه‌پوست که تا آن زمان در جهان منتشر شده بود تبدیل شد؛ و براساس آمار، تا سال ۲۰۱۲ بیش از ۲۰ میلیون نسخه از این آلبوم در سراسر جهان به فروش رسیده است و آن را به یکی از پرفروش‌ترین آلبوم‌های موسیقی جهان تبدیل کرده است.
در سال ۱۹۸۰ این آلبوم توانست با دریافت تعدادی جایزه از مراسم‌های معتبر موسیقی از جمله یک جایزهٔ گرمی بدرخشد. با این حال، جکسون از دستاوردهای این آلبوم ناراضی بود و بر این باور بود که غیر معمول می‌بایست تأثیر بسیار فراتری می‌گذاشت. او احساس می‌کرد که صنعت موسیقی به او اهمیت نمی‌دهد.
در همان سال زمانی که جکسون به خبرنگار مجلهٔ رولینگ استون گفت که اگر مایل هستند، تصویرش را بر روی مجله‌شان چاپ کنند؛ با جواب منفی آن شخص مواجه شد و خبرنگار به او گفت: «من بارها و بارها گفتم، اگر عکس سیاه‌پوستان روی مجله‌ها چاپ بشه، فروش نمی‌ره». جکسون هم در جواب گفت: «صبر کن. روزی می‌رسه که همین روزنامه‌ها می‌یان و از من درخواست مصاحبه می‌کنن. شاید اون روز این کار رو انجام بدم. شایدم نه».
به همین دلیل او مصمم شد که با انتشار آلبوم بعدی‌اش، به نقطه‌ای فراتر از انتظارات دیگران دست یابد.

### ۱۹۸۲–۱۹۸۳: آلبوم تریلر
در برخی مواقع، فروش تریلر مثل یک کالای لوکس نیست، بلکه همانند یک کالای ضروری در هر خانه‌ای پیدا می‌شود… به گمان‌ام تریلر شنیده شده‌ترین ضبط تمام تاریخ است.

جی. رندی تارابورلی، زندگینامه‌نویس و خبرنگار.
در سال ۱۹۸۲، جکسون با همراهی استیون اسپیلبرگ، کتاب گویای ئی.تی. موجود فرازمینی را برای فیلمی علمی-تخیلی با همین نام تهیه نمود که در سال ۱۹۸۴ جایزهٔ گرمی «بهترین ضبط برای کودکان» را برای مایکل به ارمغان آورد.
در نوامبر سال ۱۹۸۲، مایکل ششمین آلبوم استودیویی خود با نام تِریلِر را منتشر کرد. تریلر تبدیل به جزئی از فرهنگ عامهٔ جهان و به خصوص آمریکا شد.
تریلر در سال یکم انتشارش، بیش از ۲۵ میلیون نسخه در جهان فروش داشت و در ۷ فوریه ۱۹۸۴ به پرفروش‌ترین آلبوم جهان در تمام دوران‌ها تبدیل شد و نامش در کتاب رکوردهای گینس ثبت شد.
این در حالی بود که پرفروش‌ترین آلبوم یک هنرمند تک‌خوان (سولو) در آن زمان، تنها ۱۲ میلیون نسخه فروش داشت.
تریلر تنها آلبومی است که توانسته ۲ بار (سال‌های ۱۹۸۳ و ۸۴) پرفروش‌ترین آلبوم سال آمریکا باشد.
همچنین این آلبوم پرفروش‌ترین آلبوم جهان از سال ۱۹۹۱ تا ۲۰۰۳ بوده است.
در سال ۲۰۰۶ مشخص شد که پس از گذشت ۲۲ سال از انتشار تریلر همچنان سالیانه ۱۳۰٬۰۰۰ نسخه از آن در آمریکا به فروش می‌رسد.
هیچ آلبومی از تریلر پرفروش‌تر نبوده است. فروش این آلبوم تا به امروز بیش از ۱۱۰ میلیون نسخه برآورد شده
و این در حالیست که آلبوم بازگشت در سیاهی اثر ای‌سی/دی‌سی که پرفروش‌ترین آلبوم پس از تریلر است، حدود ۴۹ میلیون نسخه در جهان فروش داشته است.
همچنین تریلر و آلبوم بهترین‌هایشان (۱۹۷۱–۱۹۷۵) از گروه ایگلز، با فروش ۲۹ میلیون نسخه، پرفروش‌ترین آلبوم‌های ایالات متحده آمریکا نیز هستند.
مایکل با انتشار تریلر، مناسبات صنعت موسیقی را از لحاظ چهارچوب هنری، تجاری و درآمدزایی متحول نمود. تریلر، او را به مهم‌ترین و برجسته‌ترین هنرمند و سرگرمی‌ساز دههٔ ۸۰ تبدیل کرد.
او با انتشار این آلبوم، سدهای نژادپرستی را در هم شکست، سبک‌های موسیقی را دگرگون کرد، به هنرمندان سیاه‌پوست اعتبار داد و ساختار نماهنگها را برای همیشه و به صورت بنیادی تغییر داد.
وکیل او، جان برانکا، اعلام کرد مایکل در آن زمان بالاترین حقوق محفوظ را در میان هنرمندان صنعت موسیقی دارا بود: ۴۲ درصد از کل سود آثار.
نیویورک تایمز مایکل را در سن ۲۵ سالگی، «پدیده‌ای در عرصهٔ موسیقی» خواند و گفت: «در دنیای موسیقی پاپ، مایکل جکسون یک طرف و بقیه در طرف دیگر هستند».

#### رقص مون‌واک
در ۲۵ مارس ۱۹۸۳، مایکل به همراه برادرانش در ویژه‌برنامهٔ موتاون ۲۵: دیروز، امروز، برای همیشه به اجرا پرداخت.
این ویژه‌برنامه در ۱۶ مه از تلویزیون پخش شد و ۴۷ میلیون بیننده داشت.
بعد از اجرای چندین ترانه از گروه جکسون فایو، مایکل ترانهٔ «بیلی جین» را به تنهایی اجرا کرد. در اواسط اجرای بیلی جین بود که رقص مون‌واک را برای اولین بار به نمایش گذاشت. او این رقص را سه سال قبل، از جفری دنیل آموخته بود. این رقص به‌زودی به امضای هنری جکسون تبدیل شد.
اجرای جکسون در برنامهٔ موتاون ۲۵ با اجراهای الویس پرسلی و بیتلز، در برنامهٔ «اد سالیوان شو»، که در آن زمان بزرگ‌ترین موسیقی‌دانان جهان بودند، مقایسه شد. و حتی جکسون به خاطرش نامزد دریافت جایزهٔ امی شد.
وبگاه سی‌ان‌ان در سال ۲۰۰۵، اجرای جکسون در برنامهٔ موتاون ۲۵ را یکی از به یاد ماندنی‌ترین و مهم‌ترین لحظات در تاریخ فرهنگ مردمی مردم آمریکا معرفی کرد.

### ۱۹۸۴–۱۹۸۵: آغاز فعالیت‌های خیریه و تجاری بزرگ
در ۲۷ ژانویه ۱۹۸۴ مایکل دچار یک بداقبالی شد. او در حال ساخت یک فیلم تبلیغاتی برای کمپانی نوشابه‌سازی پپسی کولا در سالن نمایش بزرگ شراین در شهر لس‌آنجلس، کالیفرنیا بود که موهایش بر اثر خطا در عملیات آتش‌بازی، آتش گرفت و پوست سرش دچار سوختگی درجهٔ ۲ و ۳ شد. این حادثه در برابر دیدگان ۳٬۰۰۰ تماشاگری که در آن سالن جمع شده بودند اتفاق افتاد. شرکت پپسی نیز برای جبران این خسارت، مبلغ ۱٬۵ میلیون دلار به مایکل پرداخت کرد و او نیز تمام این پول را به یک مرکز سوانح سوختگی اهدا کرد که بعدها به نام خود مایکل جکسون نام‌گذاری شد.
در ۱۴ مه ۱۹۸۴ مایکل به کاخ سفید دعوت شد تا جایزه‌ای را از دستان رونالد ریگان، رئیس‌جمهور وقت آمریکا دریافت کند. این جایزه برای قدردانی از حمایت‌های جکسون از حرکت‌های خیریه علیه اعتیاد به نوشیدنی‌های الکلی و مواد مخدر به او داده شد. مایکل از ترانهٔ «بزن به چاک» برای این اقدامات استفاده کرد. بازدید مایکل از کاخ سفید، هیجان‌انگیزترین اتفاق این کاخ، بعد از آزادی گروگان‌های سفارت آمریکا از ایران در تاریخ ۲۰ ژانویه ۱۹۸۱ بود.
رونالد ریگان با این جملات از مایکل ۲۵ ساله قدردانی کرد:
تقدیرنامه‌ای که مایکل جکسون هم‌اکنون در دست دارد، ادای احترامی‌است به ۲۰ سال کار سخت، انرژی و فداکاری خستگی‌ناپذیر او. موفقیت شما، «یک رؤیای آمریکایی محقق شده» است.
در ۲۸ فوریه ۱۹۸۴ مایکل نامزد دریافت ۱۲ جایزهٔ گرمی برای آلبوم تریلر شد که تعداد ۸ جایزهٔ گرمی را برد. او رکورد «بیشترین تعداد جایزهٔ گرمی در یک سال» را شکست و تا به امروز نیز این حدنصاب پابرجا است.
در همین سال مایکل به همراه برادرانش تور ویکتوری را آغاز کرد. مایکل در این تور بیشتر آثار انفرادی جدید خودش را برای بیش از دو میلیون تماشاگر در آمریکا به نمایش گذاشت. او تمام سهم ۵ میلیون دلاری خود از این تور را به خیریه بخشید.
هنگامی که جکسون همراه با پل مک‌کارتنی (از اعضای اصلی بیتلز) روی دو تک‌آهنگ «دختره مال منه» و «بگو بگو بگو» کار می‌کرد، روابط این دو دوستانه شد و به دلایلی مختلف یکدیگر را ملاقات می‌کردند. در یک گفتگو، مک‌کارتنی از میلیون‌ها دلاری که از کاتالوگ‌های موسیقی نصیبش می‌شد حرف زد. او سالی نزدیک به ۴۰ میلیون دلار از آهنگ‌های هنرمندان دیگر درآمد داشت؛ بنابراین جکسون به فعالیت‌های تجاری خرید، فروش و شراکت در حقوق آثار موسیقی علاقه‌مند شد. کمی بعد، انتشارات موسیقی ای‌تی‌وی که کاتالوگ ترانه‌های شمالی نیز در آن بود، به فروش گذاشته شد. این کاتالوگ حاوی ۴٬۰۰۰ آهنگ از جمله تمام آهنگ‌های بیتلز و آهنگ‌هایی از الویس پرسلی بود.
جکسون بی‌درنگ به این انتشارات علاقه‌مند شد و پس از ۱۰ ماه چانه‌زنی انتشارات را به مبلغ ۴۷٬۵ میلیون دلار خریداری کرد.
جکسون در سال ۱۹۸۵ تک‌آهنگ خیریهٔ «ما دنیاییم» را با همکاری لایونل ریچی نوشت و توسط ۴۵ خوانندهٔ مطرح آن زمان خوانده شد. این آهنگ برای جمع‌آوری کمک برای مبارزه با فقر در آفریقا و آمریکا، در سراسر دنیا منتشر شد. این تک‌آهنگ با فروشی نزدیک به ۲۰ میلیون نسخه، میلیون‌ها دلار (نزدیک ۴۰ میلیون دلار) برای رهایی مردم از قحطی و گرسنگی مهیا نمود.
این تک‌آهنگ، پرفروش‌ترین آهنگ سال ۱۹۸۵ در آمریکا شد و ۴ جایزهٔ گرمی را در سال ۱۹۸۶ برد. هم‌اکنون (۲۰۱۲) «ما دنیاییم» جزء ۱۰ تک‌آهنگ پرفروش جهان در تمام دوران‌ها است.
پس از ترانهٔ «ما دنیاییم»، جکسون به مدت دوسال‌ونیم، کمتر در مکان‌های عمومی و جلوی دوربین‌ها ظاهر می‌شد و بیشتر وقت خود را در استودیو می‌گذراند. او در این مدت در حال کار بر روی آلبوم بعدی‌اش بود که در سال ۱۹۸۷ منتشر شد.

### ۱۹۸۶: جلوهٔ ظاهری، شایعات و فیلم کاپیتان ئی‌او
از اواسط دههٔ ۸۰ به بعد، رسانه‌های زرد، شروع به ساختن داستان‌هایی همانند «خوابیدن در اتاق اکسیژن» در مورد جکسون کردند. اگر چه دروغ بودند، اما خود جکسون با رفتارش به آن‌ها شاخ و برگ می‌داد.
این داستان‌ها الهام‌بخش ساخت لقب توهین‌آمیز «وَکو جَکو» (به معنای جکوی خل و چل) توسط رسانه‌ها شد. این لقب در سال بعد به گوش مایکل رسید و در نهایت برای او بسیار بسیار ناخوشایند آمد. او با فهمیدن اشتباهش، از درز دادن داستان‌های ساختگی به رسانه‌ها دست برداشت. اما به خاطر سودی که به جیب رسانه‌ها سرازیر می‌شد، آن‌ها خودشان شروع به انتشار داستان‌های ساختگی کردند.

«وَکو جَکو». این عبارت از کجا آمده؟ از بعضی از این تبلویدهای کشور انگلستان.
من قلب دارم، احساس دارم. وقتی این کار را با من می‌کنین، احساس‌اش می‌کنم.
این کار درست نیست. انجامش ندین. من خل و چل نیستم.

بیماری پیسی که در آن رنگ‌دانه‌های پوست بی‌رنگ می‌شود. مایکل از سال ۱۹۸۶ به این بیماری مبتلا شد و به تدریج پوستش روشن‌تر شد.

رنگ پوست جکسون در تمام دوران کودکی و نوجوانی‌اش به رنگ قهوه‌ای متوسط بود، اما از اواسط دههٔ ۸۰ میلادی، رنگ پوست او به آهستگی کم رنگ‌تر شده و به سمت سفیدی رفت. جکسون به دو بیماری لوپوس منتشر و پیسی مبتلا بود و از سال ۱۹۸۶ این بیماری‌ها در او تشخیص داده شد. بیماری لوپوس منتشر او خفیف بود اما هر دوی این بیماری‌ها سبب تغییر رنگ پوست جکسون و همین‌طور حساس شدن پوستش به نور آفتاب شدند (دلیل استفادهٔ جکسون از چتر در سال‌های آینده همین بیماری بود). شیوهٔ درمانی که جکسون برای این بیماری‌ها استفاده می‌کرد باعث تضاد رنگی پوست او می‌شد و با گریم پنکیکی که برای پوشاندن لکه‌ها و یکدست کردن رنگ پوستش انجام می‌داد، پوست او خیلی روشن و رنگ پریده جلوه می‌کرد.

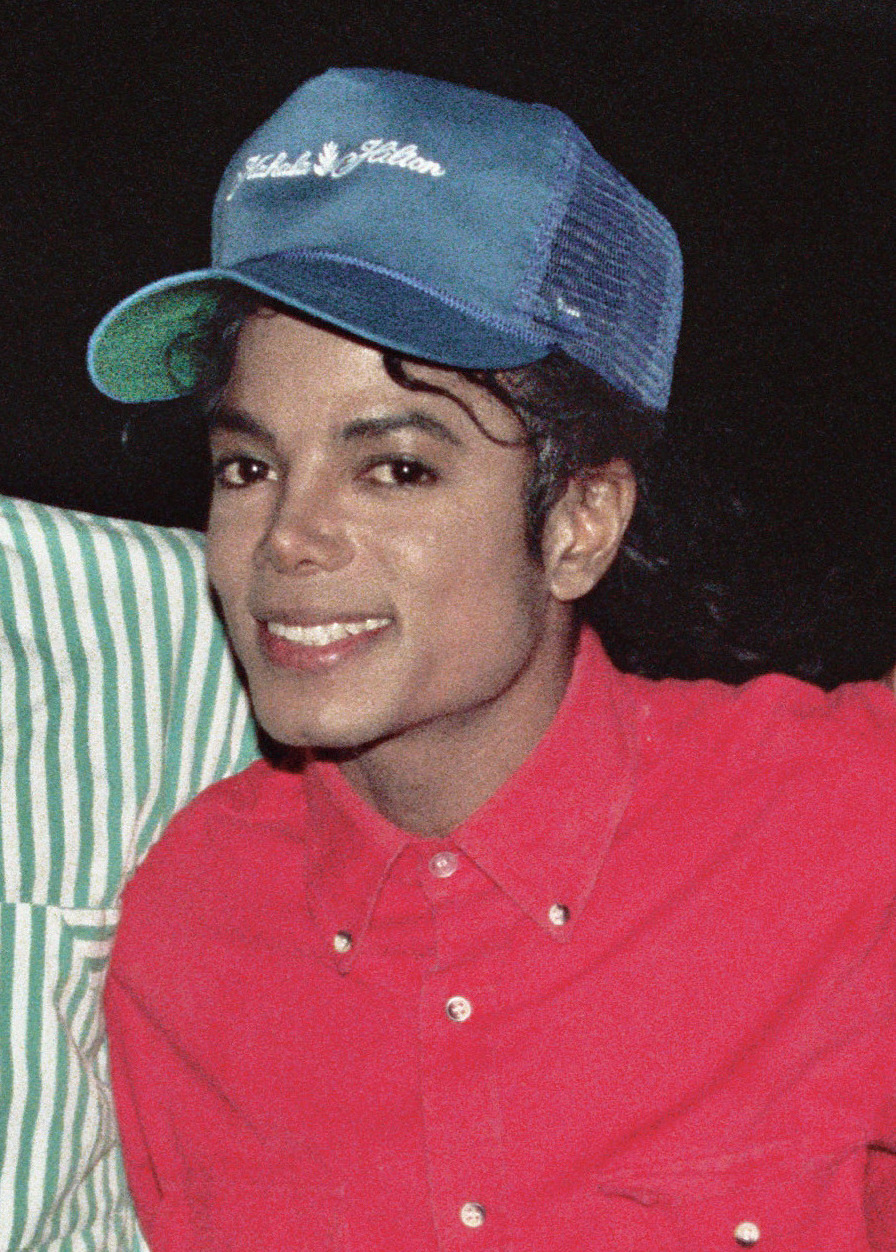
جکسون ۲ سال پس از آن که بیماری‌اش تشخیص داده شد. (فوریه ۱۹۸۸).

در همین هنگام این اتفاق توسط رسانه‌ها و اخبار به صورت وسیعی تحت پوشش قرار گرفت و شایعات بسیاری دربارهٔ جکسون به وجود آمد مبنی بر اینکه او از رنگ پوستش بدش می‌آید و می‌خواهد پوستش را سفید کند. پس از مرگ جکسون در سال ۲۰۰۹، پزشکی قانونی در نتیجهٔ کالبدشکافی بدن جکسون تأیید کرد که او به این بیماری‌ها مبتلا بود و دلیل تغییر چهره و رنگ پوستش و همین‌طور آرایش و پوشاندن صورتش به همین خاطر بوده است.
جکسون در دوران درمانش با دکتر آرنولد کلین، متخصص پوست، و دبی رو، پرستار، و یک پزشک جوان ایرانی دوستی نزدیکی پیدا کرد. به کمک این‌ها بیماری پوستی جکسون رو به بهبود بود. دبی رو بعدها زن دوم جکسون شد و دو فرزند از او به دنیا آورد.
جکسون گفته بود که تنها دو عمل جراحی بر روی بینی خود و یک شکاف بر روی چانه‌اش ایجاد کرده است. اما چند جراح پلاستیک نظر دادند که او چندین عمل جراحی بینی، پیشانی، چانه، نازک کردن لب و یک جراحی گونه را پشت سر گذاشته است. جکسون بعدها این شایعات را رد کرد.
تغییرات چهرهٔ جکسون تا حدودی به‌خاطر کاهش وزن شدید نیز بود. او گوشت قرمز، گوشت خوک، مرغ، ماهی و نوشیدنی‌های الکلی مصرف نمی‌کرد و گیاه‌خوار بود.
در اوایل دههٔ هشتاد، بدن جکسون به‌خاطر تغییر در رژیم غذایی و تمایلش برای داشتن «بدن یک رقصنده» قلمی‌تر شد.
برخی متخصصان علم پزشکی نیز به‌طور علنی بیان کردند که طبق عقیدهٔ آن‌ها مایکل «سندروم دیسمورفی بدنی» دارد؛ اختلالی ذهنی که در آن بیمار از جلوهٔ ظاهری خود بیزار است و نمی‌داند دیگران دربارهٔ او چه نظری دارند.
در ۱۲ سپتامبر ۱۹۸۶ فیلم چهاربعدی کاپیتان ئی‌او با نقش‌آفرینی جکسون اکران شد. کاپیتان ئی‌او از نخستین فیلم‌های چهاربعدی جهان است. این فیلم ۱۷ دقیقه‌ای به کارگردانی فرانسیس فورد کاپولا، کارگردان مجموعه فیلم‌های معروف پدرخوانده و دراکولای برام استوکر و تهیه‌کنندگی جورج لوکاس، کارگردان فیلم جنگ ستارگان ساخته شد. مبلغی که برای دقیقه به دقیقهٔ این فیلم هزینه شد، آن را به پرخرج‌ترین فیلم تاریخ سینما بدل کرد. هزینهٔ ساخت این فیلم ۱۷ دقیقه‌ای، براساس گزارش‌ها بین ۲۰ تا ۳۰ میلیون دلار بوده است. مایکل این فیلم را برای پارک‌های تفریحی دیزنی لند ساخت و به سرعت جزئی از نمایش‌ها و جاذبه‌های این پارک‌ها شد. دیزنی‌لند، این فیلم را به مدت ۱۱ سال و والت دیزنی ورلد نیز از سال ۱۹۸۶ تا ۱۹۹۴ به نمایش درآورد.

### ۱۹۸۷: آلبوم و تور جهانی بد

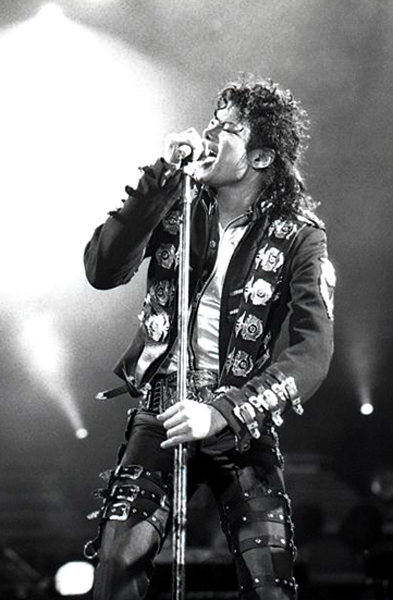
مایکل جکسون در تور جهانی بد، اتریش. ۲ ژوئن ۱۹۸۸

در سال ۱۹۸۷ جکسون به صورت علنی اعلام کرد که دیگر پیرو مذهب شاهدان یهوه نیست.
پس از ۵ سال وقفه، هفتمین آلبوم استودیویی جکسون با نام بد در ۱۹۸۷ منتشر شد. صنعت موسیقی در انتظار یک موفقیت برجستهٔ دیگر بود بنابراین توقعات بسیار بالایی در مورد این آلبوم وجود داشت.
بد فروش کمتری نسبت به تریلر داشت اما توانست به دومین آلبوم پرفروش تاریخ در آن زمان تبدیل شود.
فروش این آلبوم تا سال ۲۰۱۲، بیش از ۴۵ میلیون نسخه بوده است و هم‌اکنون چهارمین آلبوم پرفروش تاریخ در تمام دوران‌هاست.
بد حاوی ۱۱ آهنگ بود که ۹ آهنگش توسط خود جکسون سروده شده بودند. از ۷ تک‌آهنگی که از بد منتشر شد، ۵تایشان در ۱۰۰ آهنگ داغ بیلبورد به رتبهٔ یک رسیدند.
تور جهانی بد از ۱۲ سپتامبر ۱۹۸۷ آغاز شد و در ۲۷ ژانویهٔ ۱۹۸۹ به پایان رسید.
این تور به بزرگ‌ترین تور آن زمان تبدیل شد و توانست رکوردهای تورهای قبلی را بشکند. در ژاپن، بلیت‌های ۱۴ کنسرت به‌طور کامل به فروش رفت و ۵۷۰٫۰۰۰ تماشاگر را به خود جلب نمود، تقریباً سه برابر رکورد قبلی که تعدادی برابر ۲۰۰٫۰۰۰ نفر در یک تور بود.
جکسون با اجرای ۱۲۳ کنسرت برای ۴٫۴ میلیون نفر در ۱۵ کشور از ۴ قارهٔ جهان، درآمدی معادل ۱۲۵ میلیون دلار به دست آورد، و موفق به ثبت سه حدنصاب جهانی در کتاب گینس شد: «پردرآمدترین تور تاریخ»، «پرتماشاگرترین تور تاریخ» و «بیش‌ترین بلیت فروش رفته در ورزشگاه ومبلی».
او در طول این سفر نزدیک به ۵۰۰ هزار دلار به بیمارستان‌ها، یتیم‌خانه‌ها و نیز سازمان‌های خیریه بخشید؛ تمامی این پول از محل درآمد تک‌آهنگ معروف وی به نام مرد درون آینه است.
تور بد، آخرین توری بود که توسط جکسون در خاک آمریکا اجرا شد. جکسون به جز در هاوایی دیگر هرگز در آمریکا توری اجرا نکرد.

### ۱۹۸۸–۱۹۹۰: کتاب مون‌واک و مزرعهٔ نورلند
جکسون در سال ۱۹۸۸ یکمین و تنها خود زندگینامه‌اش به‌نام مون‌واک را منتشر کرد. تکمیل این کتاب چهار سال به طول انجامیده بود و تا به امروز ۲۰۰ هزار نسخه از آن به فروش رسیده است.
جکسون از دوران کودکی‌اش، تجربیاتش در جکسون فایو و سوءاستفاده‌هایی که در دوران کودکی از آن رنج برد، سخن گفت.
او همچنین دربارهٔ شایعات پیرامونش و وضعیت ظاهری‌اش برای نخستین بار صحبت کرد.
مون‌واک پس از انتشار، در صدر فهرست کتاب‌های پرفروش که توسط روزنامهٔ نیویورک تایمز معرفی می‌شد، قرار گرفت.
در واپسین روزهای سال ۱۹۸۸ فیلمی به‌نام مون‌واکر با نقش‌آفرینی جکسون و جو پشی، که برندهٔ جایزهٔ اسکار شد، منتشر شد. این فیلم دربرگیرندهٔ صحنه‌هایی از اجراهای زندهٔ جکسون، نماهنگ‌هایش و یک فیلم کوتاه بود. مون‌واکر در سینماهای جهان اکران شد اما در آمریکا بر روی ویدئو عرضه شد. این فیلم از همان ابتدا در رتبهٔ یکم جدول برترین ویدئو کاست‌ها قرار گرفت و برای ۲۲ هفته در رتبهٔ ۱ جدول ماند. در ۲۴ ژانویه ۱۹۸۹ و پس از گذشت ۲ هفته از زمان انتشار فیلم مون‌واکر، این فیلم رکورد فیلم ساخت تریلر را شکست. فیلم مون‌واکر پس از ۲۲ هفته که در رتبهٔ ۱ ماند، جای خود را به فیلم مایکل جکسون: افسانه ادامه دارد داد.

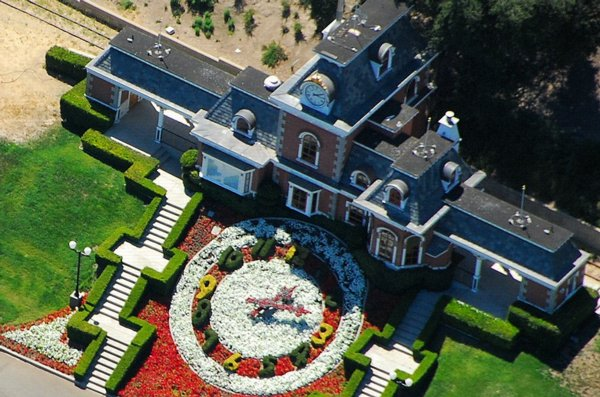
ایستگاه قطار در مزرعهٔ نِوِرلَند. این مزرعه در سال ۱۹۸۸ توسط مایکل خریداری شد و به مکانی برای بازی و تفریح کودکان بی‌سرپرست و بیمار و همچنین محل سکونت خودش تبدیل شد. مایکل این مزرعه را هویت خودش می‌دانست. اما در سال ۲۰۰۵ و با وارد شدن اتهامات دوم کودک‌آزاری در سال ۲۰۰۵ و یورش ۷۰ مأمور پلیس به این مکان آن را برای همیشه ترک کرد.

در ماه مارس سال ۱۹۸۸ جکسون زمینی در نزدیکی شهر سانتا ینز، کالیفرنیا خریداری کرد تا مزرعهٔ نِوِرلَند خود را با هزینه‌ای معادل ۱۷ میلیون دلار در آن جا بسازد. وسعت این ملک شخصی ۱۱ کیلومتر مربع بود. جکسون نورلند را با یک شهربازی، باغ وحش، سالن سینما، چندین استخر، چندین زمین بازی و ۴۰ نگهبان تکمیل کرد. در سال ۲۰۰۳ ارزش این ملک را ۱۰۰ میلیون دلار برآورد کردند.
در سال ۱۹۸۹ درآمد جکسون ۱۲۵ میلیون دلار تخمین زده شد و باعث شد به یکمین سرگرمی‌ساز آمریکایی تبدیل شود که درآمدی بالاتر از ۱۰۰ میلیون دلار در یک سال داشت. این رکورد در کتاب گینس ثبت شد. کمی بعد، او اولین فرد غربی بود، که در یک آگهی تلویزیونی اتحاد جماهیر شوروی ظاهر شد.
موفقیت‌های مایکل سبب شد که وی لقب «پادشاه پاپ» (پادشاه موسیقی پاپ) را دریافت کند؛ عنوانی که ایده‌اش از جانب الیزابت تیلور، بازیگر برندهٔ اسکار و دوست صمیمی مایکل مطرح شده بود. الیزابت تیلور هنگامی که جایزهٔ «هنرمند دهه» را در سال ۱۹۸۹ به مایکل تقدیم می‌کرد، او را پادشاه حقیقی پاپ، راک و سول توصیف کرد:

مایکل در واقع یک شخصیت مورد علاقهٔ جهانی برای تمام سنین است… یک نابغه کیست؟ یک اسطورهٔ زنده چیست؟ یک ابر ستاره چیست؟ «مایکل جکسون». او تمام این چیزهاست؛ و وقتی فکر می‌کنید که همه‌چیز را دربارهٔ او می‌دانید؛ او چیزهای بیشتری رو می‌کند.

اجرای زندهٔ ترانهٔ «تو آنجا بودی» توسط جکسون در شصتمین زادروز سامی دیویس جونیور در ۱۹۸۹ نامزد دریافت جایزهٔ اِمی شد.

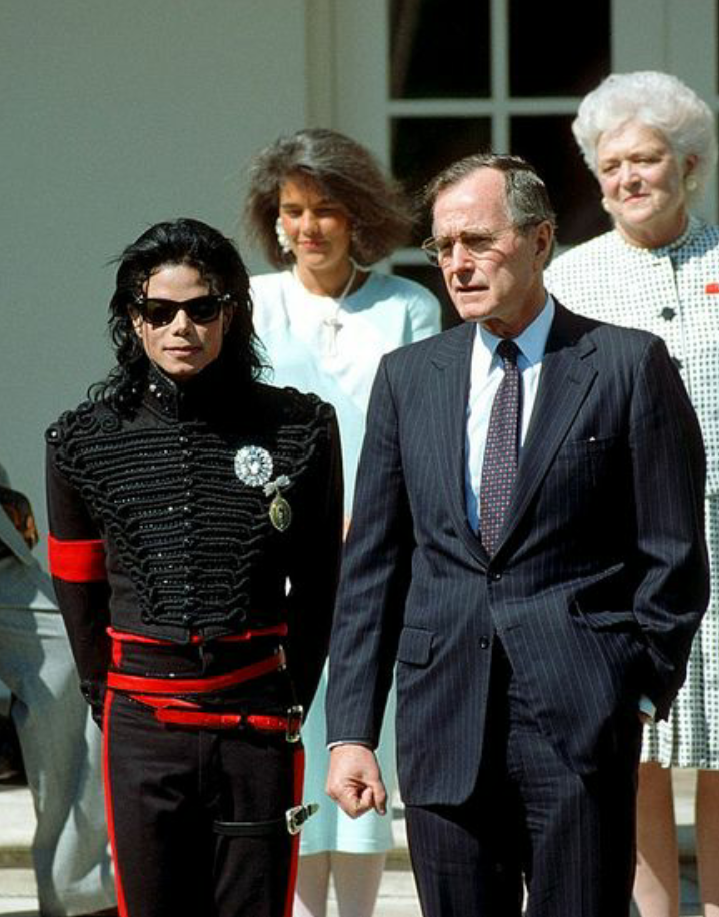
مایکل جکسون در کاخ سفید در کنار جرج اچ. دابلیو بوش، ریاست جمهور وقت آمریکا (آوریل ۱۹۹۰)

برای قدردانی از تأثیراتی که مایکل در دههٔ هشتاد میلادی گذاشت، رئیس‌جمهور وقت آمریکا، جرج اچ دبلیو بوش جایزهٔ مخصوص «هنرمند دهه» را در کاخ سفید به او تقدیم کرد. جرج بوش، مایکل را به خاطر «عظمت محبوبیتش» تحسین نمود.
از سال ۱۹۸۵ تا ۱۹۹۰ جکسون مبلغ ۵۰۰ هزار دلار، به «بنیاد یونایتد نگرو کالج» بخشید.
او همچنین تمام سود حاصل از ترانهٔ «مرد درون آینه» را وقف کارهای خیریه کرد.

### ۱۹۹۱–۱۹۹۳: ساخت بنیاد خیریه، آلبوم و تور جهانی خطرناک
در ماه مارس سال ۱۹۹۱ مایکل قراردادش را با شرکت سونی به ارزش ۶۵ میلیون دلار تمدید نمود. این قرار در آن زمان بزرگ‌ترین قرارداد یک هنرمند در طول تاریخ بود.
در حال حاضر (سال ۲۰۱۰) بزرگ‌ترین قرارداد جهان باز هم بین سونی و بنیاد مایکل جکسون با ارزش ۲۵۰ میلیون دلار در سال ۲۰۱۰ بسته شده است.
هشتمین آلبوم استودیویی مایکل با نام خطرناک در سال ۱۹۹۱ منتشر شد. خطرناک تا سال ۲۰۰۸ هفت میلیون نسخه در آمریکا و ۳۲ میلیون نسخه در سراسر جهان فروش داشته است و هم‌اکنون جزء بیست آلبوم پرفروش جهان است. تدلی رایلی (کسی که سبک نیو جک سوینگ را بنیاد نهاد) یکی از تهیه‌کننده‌های این آلبوم است و توانست جکسون را راضی کند که برای نخستین‌بار در آلبومش از رپ استفاده کند. از سبک‌های اصلی این آلبوم، نیو جک سوینگ بود. تا به امروز موفق‌ترین آلبوم در سبک نیو جک سوینگ، آلبوم خطرناک است.
این آلبوم دربردارندهٔ ۱۴ ترانه است که ۹تای آن‌ها در قالب تک‌آهنگ منتشر شد. بیشتر ترانه‌های این آلبوم دربارهٔ وحدت نژادها، برادری و برابری میان مردم جهان، بهبود وضعیت زمین و نفی خیانت هستند.
در پایان سال ۱۹۹۲ آلبوم خطرناک و تک‌آهنگ «سیاه یا سفید» از همین آلبوم به ترتیب، به عنوان پرفروش‌ترین آلبوم و پرفروش‌ترین تک‌آهنگ جهان در سال ۱۹۹۲ شناخته شدند. همچنین جکسون در این سال جایزهٔ «پرفروش‌ترین هنرمند دههٔ ۸۰» را از طرف جایزهٔ موسیقی بیلبورد دریافت کرد.
مایکل بنیاد دنیا را التیام بده را در ۱۹۹۲ بنیان‌گذاری کرد. سازمان خیریه‌ای که کودکان بی‌بضاعت را در مناطق مختلف جهان سرپرستی می‌کرد. این بنیاد همچنین میلیون‌ها دلار صرف کمک به کودکان بیمار و جنگ‌زدهٔ کشورهای مختلف هزینه می‌کرد. مایکل از طریق این بنیاد ۴۶ تن مواد غذایی و دارو را برای مردم درگیر در جنگ سارایوو فرستاد. در ۱ مه ۱۹۹۲، جرج اچ. دابلیو بوش، رئیس‌جمهور ایالات متحدهٔ آمریکا، در مراسم اهدای جایزهٔ نقطه‌های نور مایکل را به کاخ سفید دعوت کرد. جرج بوش در همان ابتدا از حضور مایکل جکسون به عنوان مهمان ویژه‌اش تشکر کرد و گفت: «از زمان آمدن گورباچف به اینجا، این قدر شور و هیجان [در کاخ سفید] ندیده بودم.» در ادامه، پس از اهدای جوایز، جرج بوش از مایکل تقدیر کرد:
«می‌خواهم از مایکل جکسون برای حضور در اینجا برای کمک کردن در اهدای جوایز تشکر ویژه بکنم. کارهای مایکل در حق کودکان محروم و معلول نشانگر تعهد عمیق وی به آن‌هاست؛ و من خوشحالم که او را به عنوان «سفیر [سازمان خیریهٔ] نقاط نور» معرفی کنم. ما برای شما آرزوی بهترین‌ها را می‌کنیم قربان، به همان صورت که خودتان در زندگی بچه‌ها نور به ارمغان می‌آورید.»
در همین سال، جکسون دومین و آخرین کتاب‌اش را با عنوان رقصاندن رؤیا که دربرگیرندهٔ اشعار، سروده‌ها و داستان‌های نوشته شده توسط خودش بود منتشر کرد.

تنها هدف من برای برگزاری این تور، تأمین پول برای بنیاد خیریه و ملاقات با کودکان بیمار است. هدف من رسیدن به درآمد ۱۰۰ میلیون دلار تا کریسمس ۱۹۹۳ است… من قادر خواهم بود پیام عشق را در جهان گسترش دهم، شاید که دیگر انسان‌ها تحت تأثیر قرار بگیرند و سهم خود را برای شفای دنیا ادا کنند.

سخنرانی جکسون پیش از آغاز تور جهانی خطرناک
تور جهانی خطرناک در ۲۷ ژوئن ۱۹۹۲ از آلمان آغاز شد، و در ۱۱ نوامبر ۱۹۹۳ در مکزیک خاتمه یافت. مایکل در ۶۷ کنسرت برای ۳٬۶ میلیون نفر برنامه اجرا کرد. برای هر کدام از کنسرت‌ها ۲۰ عدد کامیون دربرگیرندهٔ تجهیزات به محل برگزاری برده می‌شد. تمام درآمد حاصل از این کنسرت‌ها که ۱۰۰ میلیون دلار بود، وقف بنیاد دنیا را التیام بده و دیگر سازمان‌های خیریه شد.
این تور به بزرگ‌ترین تور زمان خود تبدیل شد و رکورد تو جهانی بد را شکست.
جکسون حق پخش تلویزیونی تور جهانی خطرناک در ازای ۲۰ میلیون دلار به شبکهٔ اچ‌بی‌او فروخت. این قرارداد تا به امروز نیز گران‌ترین قراردادی است که برای پخش تلویزیونی یک تور بسته شده است. وقتی شبکهٔ اچ‌بی‌او اولین قسمت از تور خطرناک را پخش کرد، به بالاترین میزان بیننده در تاریخ تأسیس‌اش دست یافت.
بعد از بیماری و مرگ رایان وایت، مایکل به جلب توجه عموم نسبت به بیماری ایدز کمک کرد، بیماری‌ای که در آن زمان هنوز جنجال‌برانگیز بود. او در مراسم آغاز ریاست جمهوری بیل کلینتون به‌طور علنی تقاضا کرد که بودجهٔ بیشتری برای کمک به بیماران مبتلا به ایدز و تحقیقات مربوط به این بیماری اختصاص داده شود. او در این جشن دو آهنگ «خیلی زود رفت» و «دنیا را التیام بده» را اجرا کرد.
در یک بازدید مشهور از آفریقا، جکسون از چند کشور این قاره بازدید به عمل آورد، که گابون و مصر در میان آن‌ها بودند. یکمین توقف او در گابون با استقبال جمعیت ۱۰۰٫۰۰۰ نفری همراه بود، که لباس‌ها و علائم بومی به تن کرده بودند و برخی از آن‌ها علائمی در دست داشتند که معنی می‌شد: «به خانه خوش آمدی مایکل». در سفرش به ساحل عاج، رئیس قبیله بر سر او تاجی نهاد و او را «پادشاه ثانی» (به معنی: پادشاه دوم) نامید. سپس او از بزرگان و دولتمردان به زبان‌های فرانسوی و انگلیسی تشکر کرد، اسناد رسمی پادشاهی خود را امضاء نمود و در حالی که رقص‌های رسمی را نظاره می‌کرد، روی تخت پادشاهی از طلا نشست.

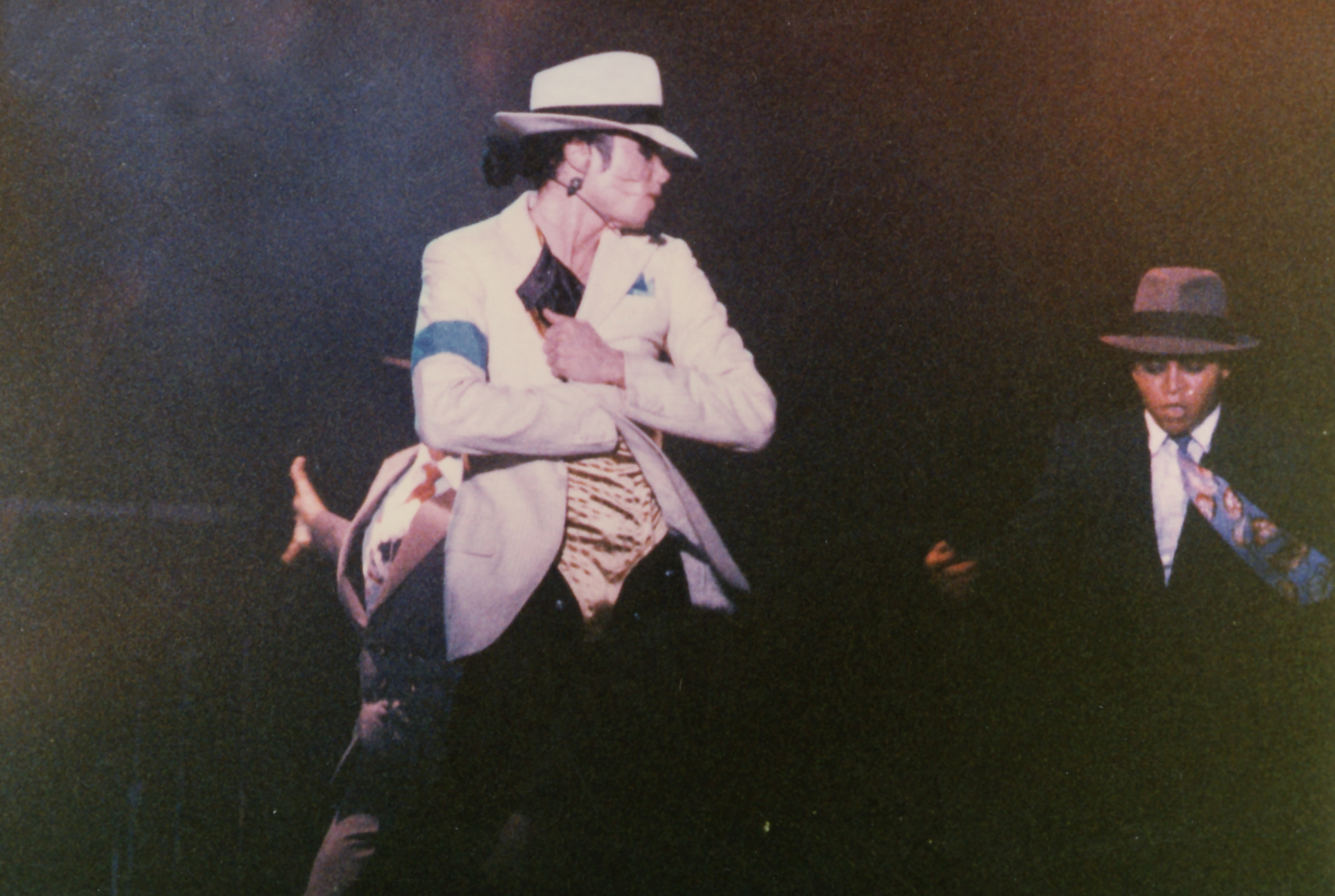
مایکل جکسون در حال اجرای «مجرم زیرک» در تور جهانی خطرناک (ژوئیه ۱۹۹۲؛ مونزا، ایتالیا)

یکی از برترین اجراهای جکسون که به شدت مورد تحسین منتقدان قرار گرفت، در وقت استراحت بین دو نیمهٔ بیست‌وهفتمین مسابقهٔ سوپربول بود. او چهار ترانهٔ «جم»، «بیلی جین»، «سیاه یا سفید» و «دنیا را التیام بده» را اجرا کرد. تعداد تماشاگران حاضر در ورزشگاه بیش از ۱۰۰٬۰۰۰ نفر بود. این نخستین مسابقهٔ سوپربول بود که تعداد تماشاگرانش در زمان نمایش بین دو نیمه، رو به افزایش گذاشت. بین ۱۲۰ تا ۱۳۳ میلیون نفر، تنها در آمریکا به تماشای زندهٔ این برنامه از تلویزیون نشستند و به این ترتیب به پربیننده‌ترین برنامهٔ تاریخ تلویزیون تبدیل شد.
پس از آن، آلبوم خطرناک جکسون ۹۰ پله در جدول بیلبورد ۲۰۰ صعود کرد.
در سی و پنجمین مراسم سالانهٔ جایزهٔ گرمی در سال ۱۹۹۳، «جایزهٔ اسطورهٔ زنده» به جکسون داده شد. رکوردهای جهانی گینس نیز تندیس یک عمر دستاورد هنری را برای «دستاوردهای بی‌نظیر جکسون در دنیای سرگرمی» به او داد.
در ۱۰ فوریه ۱۹۹۳ (۱۰ روز پس از برنامهٔ سوپربول)، جکسون در یک مصاحبهٔ ۹۰ دقیقه‌ای با اپرا وینفری که از مزرعهٔ نورلند به‌طور زنده و بین‌المللی پخش می‌شد، شرکت کرد.
این مصاحبه، نخستین مصاحبهٔ مایکل از سال ۱۹۷۹ بود.
او که پس از ۱۴ سال سکوت مصاحبه می‌کرد، هنگامی که از بد رفتاری‌های پدرش در دوران کودکی صحبت می‌کرد عضلات چهره‌اش منقبض می‌شد، او باور داشت که بیشتر سال‌های دوران کودکی‌اش را از دست داده و گفت که در کودکی اغلب از تنهایی می‌گریست. او شایعات مطرح شده‌ای مبنی بر این‌که او استخوان‌های مرد فیل‌نما را خریده یا این‌که زیر محفظهٔ اکسیژن پرفشار می‌خوابد را رد نمود. همچنین نظرات مربوط به اینکه او پوستش را سفید کرده را منتفی دانست و برای نخستین بار گفت که مبتلا به بیماری پیسی (ویتیلیگو) است؛ و دلیل آرایش کردن صورتش هم این است که نمی‌خواهد همانند یک گاو، «خال خالی» به نظر برسد. این گفتهٔ جکسون بحث و کنجکاوی عمومی و همگانی را دربارهٔ بیماری ویتیلیگو ایجاد کرد؛ بیماری‌ای که تا آن زمان کم‌وبیش ناشناخته بود. او همچنین از دوست‌دخترش، بروک شیلدز، سخن به میان آورد. الیزابت تیلور هم در اواسط برنامه به جلوی دوربین آمد و با اپرا صحبت کرد. زمانی که اپرا از جکسون سؤال کرد که آیا تا به حال رابطهٔ جنسی داشته است، جکسون یکه خورد و گفت: «چطور توانستی این سؤال را بپرسی؟ من یک مرد موقر و متشخص هستم. این یک مسئلهٔ خصوصی است و نباید در مورد این چیزها بی‌پرده صحبت کرد. شما اگر می‌خواهید می‌تونید من رو یک آدم سنتی بدانید اما این موضوع بی چون و چرا، یک موضوع خصوصی است». سپس جکسون اپرا را به یک گردش در مزرعه‌اش دعوت کرد و شهربازی و سالن سینمای شخصی‌اش را به او نشان داد. در سالن سینمای او، چند تخت خواب بیمارستانی هم وجود داشت تا کودکان مریضی که توانایی نشستن را ندارد بر روی آن فیلم را تماشا کنند. مصاحبهٔ اپرا با مایکل جکسون در نورلند با ۹۰ میلیون بینندهٔ آمریکایی، به چهارمین برنامهٔ پربینندهٔ غیر ورزشی تاریخ تلویزیون آمریکا تبدیل شد.
این برنامه پربیننده‌ترین مصاحبهٔ جهان و همچنین پربیننده‌ترین برنامهٔ اپرا وینفری تا به امروز هست.
آلبوم خطرناک پس از این مصاحبه در حالی که یک‌سال از انتشارش می‌گذشت دوباره در بین ۱۰ آلبوم پرفروش آمریکا (بیلبورد ۲۰۰) قرار گرفت. مجلهٔ بیلبورد بیان کرد که هرگز چنین چیزی سابقه نداشته است. سرعت فروش آلبوم حتی از تریلر (۱۹۸۲) و بد (۱۹۸۷) هم بیشتر بود و انتظار می‌رفت که به‌زودی به سومین آلبوم پرفروش جهان در تمام دوران‌ها تبدیل شود. (اولین و دومین آلبوم پرفروش تاریخ در آن زمان به ترتیب تریلر و بد بودند و هر دو به جکسون تعلق داشتند) لیزا کمپبل در کتاب تاریک‌ترین ساعت‌های پادشاه پاپ (۱۹۹۵) می‌نویسد: «تنها سؤالی که می‌توانست به ذهن برسد این بود که ترتیب پرفروش‌ترین آلبوم‌های جهان، تریلر، بد، خطرناک است یا تریلر، خطرناک، بد.»

### ۱۹۹۳: نخستین اتهامات سوءاستفادهٔ جنسی
در ۲۴ اوت ۱۹۹۳ درست در هنگام اجرای سومین قسمت تور جهانی خطرناک، جکسون توسط پسری ۱۳ ساله بنام جردن چندلر و پدرش دکتر ایوان چندلر به سوءاستفادهٔ جنسی از کودکان متهم شد.
ایوان چندلر پدر پسر ۱۳ ساله، دندان‌پزشک بود؛ اما فیلم‌سازی آرزوی همیشگی او بود، ایوان به جکسون گفته بود که برای ساختن فیلمش به ۲۰ میلیون دلار پول احتیاج دارد و از مایکل طلب پول کرد اما مایکل قبول نکرد و ایوان هم تهدید کرد که به مایکل اتهام کودک آزاری می‌زند.
کمی پس از آن، صدای ایوان چندلر در یک مکالمهٔ تلفنی ضبط شد که در کنار سخنان دیگر می‌گفت: «اگه این کارو بکنم دوران بزرگ من شروع می‌شه. ممکن نیست ببازم. هر چی بخوام گیرم می‌یاد و اونا تا ابد نابودند. این پایان کار مایکله».

زمانی که شروع به شکستن حدنصاب‌ها کردم، زمانی که رکوردهای الویس پریسلی و بیتلز را شکستم، زمانی که آلبوم‌هایم به پرفروش‌ترین آلبوم‌های جهان تبدیل شد؛ همان زمان بود که آن‌ها (رسانه‌ها و منابع خبری) مرا خل و دیوانه خطاب کردند. آن‌ها مرا همجنس‌باز خطاب کردند. مرا بچه‌بازخواندند. گفتند پوستم را سفید کردم. آن‌ها هر کاری کردند تا مردم را مقابل من قرار بدهند.

بیانیه جکسون در سازمان شبکه ملی (National Action Network headquarters) (ژوئیه ۹، ۲۰۰۲)
در اواخر همان سال مزرعهٔ نورلند توسط پلیس بازرسی شد. بازپرسان از تمامی کارکنان نورلند و تک‌تک کودکانی که از آن مکان بازدید کرده بودند بازجویی به عمل آوردند اما هیچ‌کدام از کودکان جکسون را متهم نکردند. از بدن برهنهٔ جکسون نیز به مدت ۲۵ دقیقه در نورلند تفتیش به عمل آمد.
این تفتیش به منظور بررسی وجود تطابق دقیق، با تصویر ارائه شده از طرف جردن چندلر انجام شد. جردن تصویر آلت تناسلی جکسون را برای پلیس کشیده بود. او تصویر یک آلت تناسلی ختنه شده را برای پلیس کشیده بود درحالی‌که جکسون ختنه نشده بود.
به همین دلیل تفتیش مزرعهٔ نورلند و بدن جکسون بی‌نتیجه ماند. دو روز پس از تفتیش بدنی، جکسون در سخنرانی‌ای پراحساس که به صورت زنده از شبکهٔ سی‌ان‌ان پخش می‌شد، دربارهٔ آنچه که در جریان بود صحبت کرد. او اعلام بی‌گناهی نمود و از آنچه به عنوان «پوشش غرض‌ورزانهٔ رسانه‌ای» نام برد انتقاد کرد.
جکسون برای مقابله با استرس اتهاماتی که به او وارد شده بود، شروع به استفاده از انواع داروهای آرام‌بخش کرد. تا پاییز ۱۹۹۳ جکسون به این داروها اعتیاد پیدا کرده بود.
وضعیت سلامتی جکسون به وخامت گذشت و او ادامهٔ تور جهانی خطرناک را لغو نمود و چند ماهی به یک مرکز درمان اعتیاد رفت. استرس اتهامات باعث شد که جکسون از غذا خوردن دست بردارد و وزن زیادی از دست بدهد.
در یکم ژانویه ۱۹۹۴، وکلای جکسون با وجود مخالفت خود جکسون، با خانوادهٔ چندلر و تیم حقوقی آن‌ها برای پرداخت مبلغ ۲۲ میلیون دلار در خارج از دادگاه به توافق رسید.
این مبلغ توسط بیمهٔ جکسون پرداخت شد. جکسون هرگز دستگیر نشد و پرونده با اعلام این‌که شواهد کافی در دست نیست بسته شد.
۵ ماه پس از مرگ جکسون در سال ۲۰۰۹، ایوان چندلر، پدر جردن چندلر در آپارتمان خود با شلیک گلوله به سرش خودکشی کرد.
در سال ۲۰۱۱ یکی از منابع سازمان دولتی کودکان و خانوادهٔ آمریکا گفت در بازجویی‌هایی که از جکسون داشته‌اند او را بی‌گناه تشخیص دادند.

### ۱۹۹۴: ازدواج نخست
در ۲۶ مه ۱۹۹۴ جکسون با لیزا ماری پریسلی، دختر الویس پرسلی ازدواج کرد. آن‌ها نخستین بار در سال ۱۹۷۵، وقتی لیزا دختری ۷ ساله بود، در یکی از گردهمایی‌های فامیلی جکسون در هتل و قمارخانهٔ بزرگ مترو گلدوین مایر یکدیگر را ملاقات کردند و در اواخر سال ۱۹۹۲، توسط یک دوست مشترک، دوباره با هم مرتبط شدند.
وقتی اتهامات سوءاستفادهٔ جنسی از کودکان علنی شد، جکسون به حمایت عاطفی لیزا ماری وابسته شد. آن‌ها هر روز به یکدیگر تلفن می‌زدند. او نسبت به سلامتی رو به افول جکسون و اعتیاد او به داروهای آرام‌بخش نگران بود. او سعی کرد که جکسون را متقاعد کند که اتهامات را خارج از دادگاه حل و به یک مرکز درمان اعتیاد مراجعه کند.
من باور داشتم که او هیچ کار نادرستی انجام نداده و این‌که به او به ناحق تهمت زدن؛ و بله من کم‌کم مجذوب او شدم. می‌خواستم نجاتش دهم. احساس کردم می‌تونم این کارو بکنم.
نزدیک پاییز ۱۹۹۳ جکسون تلفنی به لیزا گفت: «اگه ازت بخوام که با من ازدواج کنی، این‌کارو می‌کنی؟» لیزا هم موافقت کرد. این درحالی بود که لیزا هنوز از شوهر قبلی‌اش، دنی کاف جدا نشده بود. او از دنی دو فرزند داشت.
لیزا ۲۷ ساله و مایکل ۳۷ ساله به‌طور خصوصی در جمهوری دومینیکن ازدواج کردند. البته این دو تا دو ماه ازدواجشان را انکار نمودند.
لیزا ۲۰ روز پیش از ازدواج با مایکل، از دنی کاف طلاق گرفت. او دلیل طلاق از شوهرش را، عشق‌اش به مایکل بیان کرد. در آن زمان، بسیاری بر این باور بودند که این ازدواج حقّه‌ای برای سرپا نگه داشتن چهرهٔ مردمی جکسون در پرتوی اتهامات قبلی سوءاستفادهٔ جنسی است.
جکسون و پرسلی کمتر از دو سال بعد -در ژانویه ۱۹۹۶- از یکدیگر جدا شدند. آن‌ها دلیل جدایی را اختلافات حل ناشدنی اعلام کردند. لیزا در سال ۲۰۱۰ در مصاحبه با اپرا وینفری گفت: «ما تا ۴ سال پس از طلاق هم با هم بودیم. در این مورد که به یکدیگر برگردیم حرف می‌زدیم و بعد دعوا می‌کردیم و دوباره همین‌طور… و بعد من دیگر او را کنار گذاشتم زیرا به دنبال ثبات بودم».
لیزا همچنین گفت که یکی از مهم‌ترین دلایل طلاق آن‌ها، بچه‌دار شدن بود. مایکل علاقهٔ بسیاری به پدر شدن داشت در حالی که لیزا می‌خواست تا ابتدا از زندگی‌شان مطمئن بشود. او همچنین یکی دیگر از دلایل طلاق خود را این‌گونه شرح داد: «موقعیتی پیش‌آمد که او می‌بایست بین من و آن خون‌آشامان (افراد دور و برش) یکی را انتخاب می‌کرد؛ و او مرا بیرون راند».

### ۱۹۹۵–۱۹۹۹: آلبوم و تور جهانی تاریخ، ازدواج دوم و پدر شدن

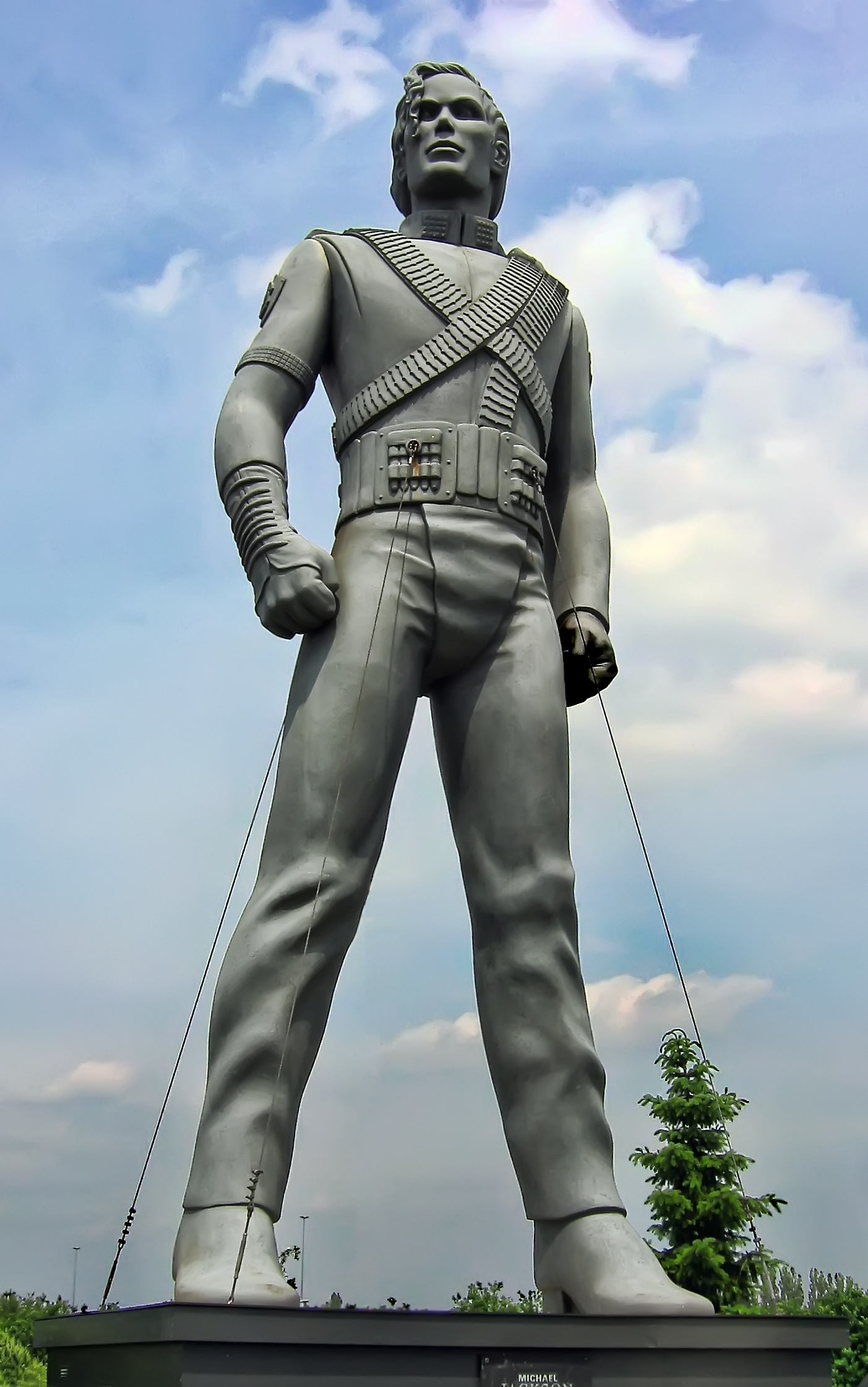
یکی از چندین تندیسی که برای معرفی آلبوم تاریخ در سراسر اروپا نصب شده بود. تندیس، نمایان‌گر سبک پوشش مشخص و آرایش موی او است که از سبک نظامی الهام گرفته شده بود.

در سال ۱۹۹۵ جکسون انتشارات موسیقی اِی‌تی‌وی را که در سال ۱۹۸۵ خریده بود با شرکت سونی میوزیک ترکیب کرد و انتشارات موسیقی سونی/ای‌تی‌وی را بنیان نهاد. جکسون مالکیت نصف شرکت را در برابر دریافت ۱۵۰ میلیون دلار به شرکت سونی داد.
جکسون در سال ۱۹۹۵ نهمین آلبوم خود را با نام تاریخ: گذشته، حال و آینده، کتاب اول منتشر نمود. این آلبوم دربرگیرندهٔ دو لوح فشرده بود. تاریخ از همان ابتدا در جایگاه نخست جدول‌های موسیقی قرار گرفت و در آمریکا ۷ میلیون نسخه فروش داشته است. این آلبوم با فروش بیش از ۲۰ میلیون نسخه (۴۰ واحد) در سراسر دنیا تا سال ۲۰۰۱، هم‌اکنون پرفروش‌ترین آلبوم چند دیسکی در تمام دوران‌ها و یکی از پرفروش‌ترین آلبوم‌های موسیقی جهان است.
این آلبوم نامزد جایزهٔ گرمی برای بهترین آلبوم سال شد.

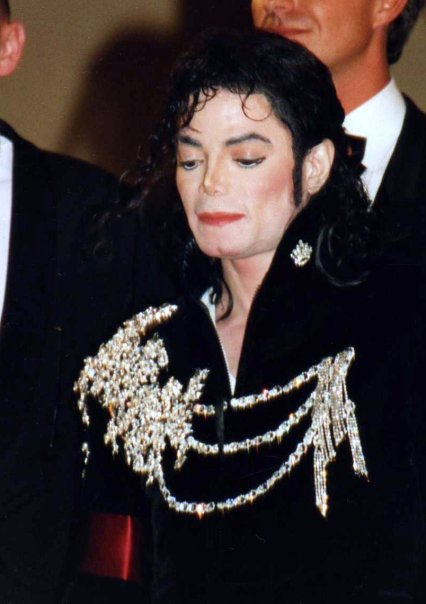
جکسون در جشنواره فیلم کن سال ۱۹۹۷. فیلم ۳۷ دقیقه‌ای ارواح او در حال نمایش در جشنواره بود.

تور جهانی تاریخ در ۷ سپتامبر ۱۹۹۶ آغاز شد و در ۱۵ اکتبر ۱۹۹۷ خاتمه یافت. در طول این تور، جکسون ۸۲ کنسرت در ۵۸ شهر، ۳۵ کشور و ۵ قاره، برای ۴٫۵ میلیون هوادار اجرا کرد. تور جهانی تاریخ تبدیل به موفق‌ترین تور جکسون از نظر تعداد تماشاگران شد و رکوردهای قبلی جکسون را شکست. این تور بزرگ‌ترین و پرتماشاچی‌ترین تور مایکل جکسون است و ۱۶۵ میلیون دلار سود دربرداشت.
یک ماه پس از آغاز تور جهانی تاریخ و ۹ ماه پس از طلاق لیزا پریسلی، جکسون با دوست دیرینه‌اش، پرستار، دِبی رو در شهر سیدنی، استرالیا ازدواج کرد. این دو ابتدا یکدیگر را در اواسط دههٔ هشتاد، وقتی جکسون متوجه شد که مبتلا به بیماری پیسی است، ملاقات کردند. دبی رو سال‌های زیادی را به مراقبت از بیماری جکسون و همچنین حمایت عاطفی از او مشغول بود، بنابراین قبل از آنکه به‌طور رمانتیک درگیر شوند، رابطهٔ دوستی مستحکمی ایجاد کرده بودند.
دبی رو در زمان ازدواج، ۶ ماه بود که فرزند اول جکسون را حامله بود. آن‌ها ابتدا قصد ازدواج نداشتند، اما بعد از اینکه دبی رو برای اولین بار باردار شد، مادر جکسون دخالت کرد و آن‌ها را متقاعد به ازدواج نمود.
جکسون از دبی صاحب یک فرزند پسر به‌نام «مایکل جوزف جکسون پسر» (زادهٔ ۱۳ فوریه ۱۹۹۷) معروف به «پرینس» و یک فرزند دختر به‌نام «پاریس» (زادهٔ ۳ آوریل ۱۹۹۸) شد.
این زوج در ۸ اکتبر ۱۹۹۹ از یکدیگر جدا شدند. جکسون از توضیح دلیل جدایی خودداری کرد و آن را جزء اطلاعات خصوصی دانست، پس از آن وی توانست سرپرستی کامل فرزندان را بر عهده بگیرد، اما با وجود آن که طلاق نسبتاً دوستانه بود، اختلافات بین جکسون و دِبی بر سر مسائل سرپرستی فرزندان تا سال ۲۰۰۶ ادامه داشت.
در سال ۱۹۹۷، جکسون آلبوم ریمیکس خون روی زمین رقص: تاریخ در میکس را منتشر کرد، که شامل بازترکیب‌هایی از تک‌آهنگ‌های برتر آلبوم تاریخ و پنج آهنگ جدید بود.
فروش جهانی این آلبوم تا سال ۲۰۰۷ شش میلیون نسخه گزارش شده و هم‌اکنون پرفروش‌ترین آلبوم ریمیکس جهان است.
جکسون در چند رویداد خیریه در ژوئن ۱۹۹۹ شرکت نمود. او در کنسرت خیریه‌ای به تاریخ ۱ ژوئن در مودنا، ایتالیا به لوچیانو پاواروتی پیوست. این نمایش در حمایت از سازمان خیریهٔ «فرزندان جنگ» بود همچنین یک میلیون دلار برای آوارگان بمباران یوگسلاوی توسط ناتو در سال ۱۹۹۹، و مبالغی هم برای کودکان گواتمالا جمع‌آوری نمود.
در ۲۷ ژوئن، جکسون کنسرت‌های خیریهٔ «مایکل جکسون و دوستان» را در کشور آلمان و کره جنوبی سازمان‌دهی نمود. برخی از هنرمندان سرشناس شرکت‌کننده در این کنسرت عبارت بودند از: اسلش، اسکورپیونز، بویز تو من، ماریا کری، ای. آر. رحمان، آندریا بوچلی و لوچیانو پاواروتی. درآمد این کنسرت‌ها به بنیاد کودکان نلسون ماندلا، یونسکو و نهضت بین‌المللی صلیب سرخ و هلال احمر هدیه داده شد.

### ۲۰۰۰–۲۰۰۲: اختلاف با ناشران موسیقی، آخرین آلبوم و فرزند سوم
در سال ۲۰۰۰ به علت اینکه جکسون بیشتر از هر سرگرمی‌ساز و هنرمندی در جهان از مراسم خیریه حمایت کرده بود، کتاب رکوردهای جهانی گینس رکورد «بیشترین حمایت از سازمان‌های خیریه توسط یک پاپ استار» را به نام او ثبت کرد.
شش سال بعد از آخرین آلبوم تاریخ (۱۹۹۵) و به دور از چشم عموم و در شرایطی که توقعات بسیار بالایی وجود داشت، جکسون آلبوم شکست‌ناپذیر را در سال ۲۰۰۱ منتشر کرد.
شکست‌ناپذیر آخرین آلبوم استودیویی جکسون بود که پیش از مرگش در سال ۲۰۰۹ منتشر شد و گفته می‌شد که پرهزینه‌ترین آلبوم تمام تاریخ است. سونی ادعا کرد که ساخت آلبوم ۴۰ میلیون دلار هزینه داشته است. سونی همچنین ادعا کرد که بابت تبلیغات آلبوم، ۲۵ میلیون دلار دیگر خرج کرد. اما این ادعای بزرگی بود زیرا تبلیغات آلبوم بسیار ضعیف بود. ساخت این آلبوم سه سال طول کشید و جکسون بر روی بیش از ۵۰ آهنگ کار کرد. شکست‌ناپذیر درحالی منتشر شد که جکسون با شرکت سونی میوزیک اختلافات جدی پیدا کرده بود.
سونی سال‌ها سعی در خرید تمام سهم جکسون از کاتالوگ موسیقی مشترک‌شان داشت. اگر حرفه یا وضعیت مالی جکسون خراب می‌شد، او مجبور به فروش کاتالوگش می‌گردید؛ بنابراین سونی از افول موقعیت جکسون سود می‌برد. درست قبل از انتشار شکست‌ناپذیر جکسون به رئیس سونی موزیک اینترتینمنت اطلاع داد که در حال ترک سونی است. در نتیجهٔ این اقدام، تمامی انتشار تک‌آهنگ‌ها، فیلمبرداری‌ها و آیین‌های مربوط به آلبوم شکست‌ناپذیر لغو شد و آلبوم بدون هیچ تشریفات و تبلیغی منتشر شد.
در پاسخ، سونی ادعا کرد که آن‌ها ۲۵ میلیون دلار برای تبلیغ آلبوم هزینه کردند؛ اما با توجه به این‌که جکسون از اجرای تور در ایالات متحده خودداری نمود، آن‌ها قادر به تبلیغات با انرژی کافی برای آلبوم شکست‌ناپذیر نبودند.
برای کمک به تبلیغات آلبوم، یک جشن ویژه به مناسبت ۳۰مین سال فعالیت هنری جکسون به عنوان یک خوانندهٔ انفرادی، در سالن مدیسن اسکوئر گاردن در نیویورک برگزار شد. این جشن دربرگیرندهٔ دو کنسرت در روزهای ۷ و ۱۰ سپتامبر بود.
دومین کنسرت تنها چند ساعت پیش از حملات ۱۱ سپتامبر ۲۰۰۱ برگزار شد.
جکسون برای یکمین بار از سال ۱۹۸۴ با برادرانش روی صحنه ظاهر شد. همچنین این نمایش اجراهایی توسط بریتنی اسپیرز، آشر، ویتنی هیوستون، شگی، ری چارلز، لیزا مینلی، مارک آنتونی، انسینک، اسلش و هنرمندان دیگری ارائه داد. بعد از حملات ۱۱ سپتامبر ۲۰۰۱، جکسون به سازماندهی کنسرت خیریهٔ متحد ایستاده‌ایم: از این بیشتر چه می‌توانم بدهم در واشینگتن دی. سی. کمک نمود. کنسرت در ۲۱ اکتبر ۲۰۰۱ برگزار شد و شامل اجراهایی توسط تعدادی از هنرمندان بود. جکسون آهنگ «بیش از این چه می‌توانم بدهم» را در اختتامیه این مراسم به اجرا درآورد.
شکست‌ناپذیر از همان ابتدا در برترین جایگاه جداول ۱۳ کشور وارد شد و نزدیک به ۱۳ میلیون نسخه از آن تا سال ۲۰۰۹ در سراسر جهان به فروش رفته است.
این آلبوم در مقایسه با آثار دیگر هنرمندان همچنان یک موفقیت تجاری برجسته بود، هرچند که در مقایسه با آثار گذشتهٔ جکسون به موفقیت چشم‌گیری نرسید.
از این آلبوم سه تک‌آهنگ ارائه شد: «دنیای مرا باشکوه می‌کنی»، «گریه» و «پروانه‌ها» که آخری نماهنگ نداشت.
در سال ۲۰۱۰ نیز توسط خوانندگان مجلهٔ بیلبورد به عنوان بهترین آلبوم دههٔ ۲۰۰۰ میلادی شناخته شد.
سومین فرزند جکسون، پرینس مایکل دوم معروف به بِلَنکِت، در سال ۲۰۰۲ زاده شد. جکسون هویت مادرش را فاش نکرد، اما گفت که تولد فرزند در نتیجهٔ لقاح مصنوعی از سلول‌های اسپرم خود او بوده است.
در ۲۰ نوامبر همان سال، جکسون در پاسخ به اصرار هوادارانی که زیر بالکن اتاق هتل او در برلین، آلمان جمع شده و خواهان دیدن نوزاد او بودند، پسر تازه متولد شدهٔ خود را روی بالکن اتاق هتل آورد. جکسون در حالی که او را در بازوی راست خود نگه داشته بود و پارچه‌ای را به ملایمت روی چهره‌اش انداخته بود، او را برای یک لحظه از نردهٔ بالکن هتل آویزان کرد که چهار طبقه از زمین فاصله داشت. این حرکت، انتقادات شدیدی را در رسانه‌ها برانگیخت و رسانه‌ها مدعی شدند که جکسون صلاحیت نگه‌داری از کودکان‌اش را ندارد. جکسون عذرخواهی کرد و این واقعه را «یک اشتباه وحشتناک» خواند.

### ۲۰۰۳–۲۰۰۵: دادگاه مربوط به دومین اتهامات سوءاستفادهٔ جنسی
با آغاز مه ۲۰۰۲، جکسون به یک گروه فیلم‌برداری به رهبری مارتین بشیر اجازه داد تا برای ساخت فیلمی مستند او را همراهی کنند. این مستند در سال ۲۰۰۳، به نام زندگی با مایکل جکسون در تلویزیون نمایش داده شد و باعث شد تا تصویری غیرمنتظره از جکسون به نمایش درآید. بشیر در این مستند، مزرعه نورلند را «مکانی خطرناک» برای کودکان توصیف نمود.
همچنین جکسون پدری نالایق توصیف شد که فرزندان‌اش را مورد آزار قرار می‌دهد. جکسون پس از پخش مستند، در بیانیه‌ای گفت که بشیر به او «خیانت» کرده و تصویر وارونه از او به نمایش گذاشته است.
کمی پس از پخش مستند بشیر، مایکل در پاسخ به آن، مستندی با نام «دومی را داشته باش: صحنه‌هایی که هرگز ندیده‌اید» را منتشر کرد.

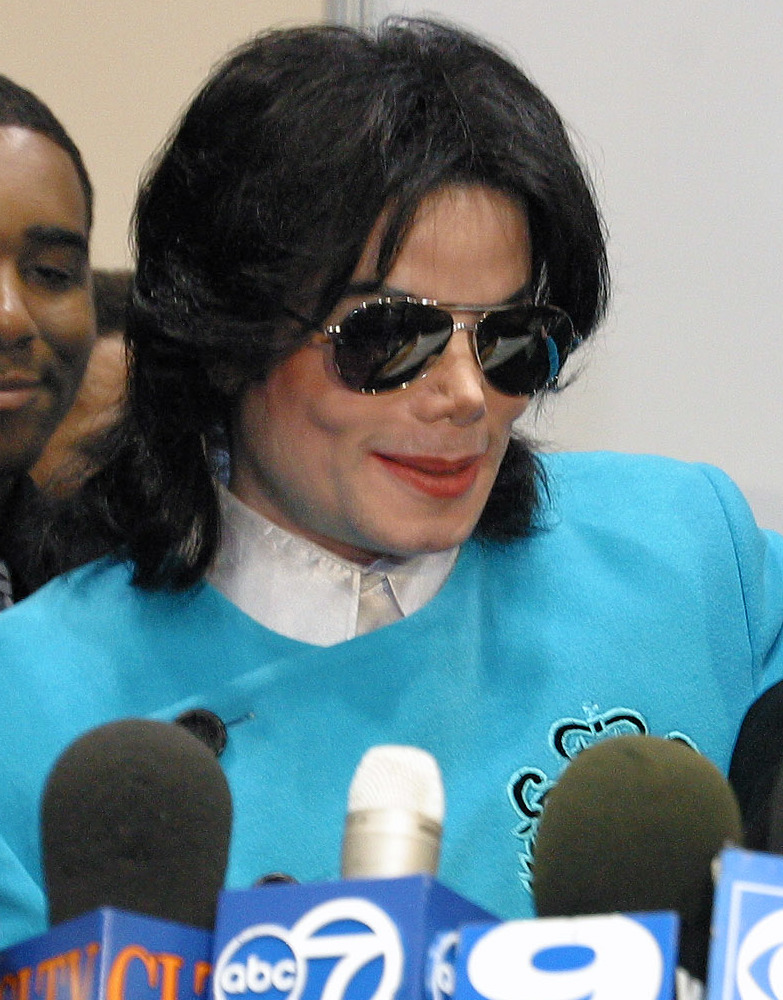
مایکل جکسون در سال ۲۰۰۳

سونی در ۱۷ نوامبر ۲۰۰۳ مجموعه‌ای از برترین آثار جکسون را با عنوان نامبر وانز بر روی سی‌دی و دی‌وی‌دی منتشر کرد. این آلبوم تا سال ۲۰۱۰ بیش از ۱۳ میلیون نسخه فروش داشته است. نامبر وانز یک روز بعد در آمریکا منتشر شد.
تنها ساعاتی پیش از انتشار آلبوم در آمریکا، خبری منتشر شد مبنی بر این‌که جکسون تحت تعقیب پلیس کالیفرنیا قرار دارد. ۷۰ پلیس به مزرعهٔ نورلند هجوم بردند و به مدت ۱۴ ساعت آن را تفتیش کردند تا مدرکی علیه جکسون پیدا کنند.
در همین زمان، جکسون در لاس وگاس، نوادا در حال ضبط نماهنگ برای تک‌آهنگ تازه منتشر شده‌اش با نام «یک شانس دیگر» بود.
جکسون کار ضبط را ادامه داد و ۳ روز بعد با یک جت اجاره‌ای به فرودگاه سانتا باربارا رفت و خود را تسلیم پلیس کرد.
جکسون توسط گاوین آرویزو، پسری ۱۳ ساله و مبتلا به بیماری سرطان که برای درمان، چند ماه را به همراه خانواده‌اش در مزرعهٔ نورلند گذرانده بود متهم به کودک آزاری شده بود. این اتهامات، برعکس اتهامات سال ۱۹۹۳، منجر به برگزاری دادگاهی با نام «مردم در برابر جکسون» شد.
دادگاه به مدت پنج ماه و تا پایان مه ۲۰۰۵ به طول انجامید. در یکی از جلسه‌های دادگاه دو کتاب قطع بزرگ حاوی عکس‌هایی از پسران نوجوان برهنه در حال بازی، دویدن و شنا به‌عنوان مدرک به دادگاه ارائه شد. این کتاب‌ها در تفتیش سال ۱۹۹۳ پلیس در یک کمد قفل‌شده در اتاق خواب جکسون کشف و ضبط شده بودند. در طول برگزاری دادگاه، جکسون برای بار دیگر از بیماری‌های وابسته به استرس رنج برد و وزن زیادی را از دست داد. او همچنین به داروهای مرفین و پتیدین وابسته شد. در ماه ژوئن، جکسون از تمامی اتهامات تبرئه و بی‌گناه شناخته شد.
بعد از پایان جریان دادگاه، شایعه شد که جکسون در کشور بحرین سکونت دارد در حالی که او بعد از دادگاه به مدت ۱ سال و نیم در کشور ایرلند ساکن شد و به هیچ عنوان در بحرین یا دبی سکونت نداشت.
با این حال وی به عنوان مهمان شیخ عبدالله، دومین پسر پادشاه بحرین، به جزیرهٔ بحرین در خلیج فارس مسافرت‌های مکرر انجام می‌داد. برخی خبرگزاری‌ها اخباری منتشر کردند مبنی بر توافق مالی مایکل و شاهزاده که در ازای پرداخت ۷ میلیون دلار از جانب شاهزادهٔ بحرینی، مایکل اقدام به انتشار یک آلبوم مشترک با وی نماید و همچنین خودزندگی‌نامه خود را در آن کشور بنویسد که به دلیل عدم انجام این‌کار توسط مایکل بعد از گرفتن میزانی از پول، شاهزاده از مایکل به دادگاه عالی لندن شکایتی را ارائه داده است. مایکل این ادعا را تکذیب و عنوان می‌کرد این پول تنها یک هدیه بوده است. در نتیجهٔ مسافرت‌های جکسون به بحرین و با اعلام یک روزنامهٔ شایعه‌پرداز، شایعهٔ مسلمان شدن او بر سر زبان‌ها افتاد. با این‌که این شایعه واقعیت نداشت، اما عدم رد یا تأیید آن توسط مایکل جکسون باعث قوت گرفتن آن شد. به گفتهٔ خانوادهٔ جکسون، مایکل کتاب‌های مرتبط با دین اسلام را مطالعه می‌کرد و به اسلام اطمینان داشت.
پس از مرگ ناگهانی و مشکوک مایکل جکسون، برادر او، جرمین جکسون، که از سال ۱۹۸۹ مسلمان شده بود و برای مسلمان شدن فشار زیادی به مایکل می‌آورد، اعلام کرد:
اگر چه او هرگز مسلمان نشد اما به اسلام اعتماد داشت. اگر او به اسلام می‌گرایید، امروز زنده بود.
بعد از مرگ مایکل جکسون، این شایعه دوباره شدت گرفت، تا جایی که در برخی منابع گفته شد که مایکل جکسون را به شیوهٔ اسلامی دفن می‌کنند؛ اما هرگز این اتفاق نیفتاد.

### ۲۰۰۶–۲۰۰۹: بسته شدن نورلند و سال‌های پایانی
در مارس ۲۰۰۶، بعد از بسته شدن درهای مزرعه نورلند که خانهٔ اصلی مایکل جکسون به حساب می‌آمد، گزارش‌هایی مبنی بر مشکلات مالی جکسون منتشر شد.
یک مسئلهٔ مالی مهم برای او مربوط به یک وام ۲۷۰ میلیون دلاری بود، که توسط انتشارات تحت مالکیت او (انتشارات موسیقی سونی/ای‌تی‌وی) ضمانت شده بود.
بعد از تأخیرات مکرر در بازپرداخت‌ها، یک بستهٔ کمک مالی، وام‌ها را از بانک آمریکا به متخصص قرض فورترس اینوستمنتس انتقال داد. سونی بستهٔ جدیدی پیشنهاد کرد، این بسته جکسون را وادار به قرض ۳۰۰ میلیون دیگر و کاهش مبلغ قسط‌های پرداختی می‌کرد.
همچنین سونی با این پیشنهاد فرصت خرید سهم جکسون از شرکت موسیقی مشترک‌شان را بیشتر می‌کرد. جکسون کمک مالی سونی را پذیرفت اما جزئیات این معامله علنی نشد.
طبق گزارش مجلهٔ فوربس با وجود این وام‌ها، جکسون همچنان سالی ۷۵ میلیون دلار فقط از شراکت انتشاراتی‌اش با سونی، درآمد به دست می‌آورد.
در نخستین ماه‌های سال ۲۰۰۶ خبر داده شد که جکسون با یک شرکت بحرینی به نام «تو سیز رکوردز» قرارداد بسته است. با این وجود هیچ محصولی از این قرارداد حاصل نشد و گای هولمز، مدیر «تو سیز رکوردز» بعدها گفت که هرگز این قرارداد به نتیجه نرسیده بود.
یکی از نخستین موقعیت‌هایی که جکسون بعد از جریان دادگاهش در عموم ظاهر شد، بازدید او از دفتر کتاب گینس در لندن، بریتانیا در نوامبر ۲۰۰۶ بود. در آن بازدید هشت رکورد دیگر برای او ثبت شد، که «موفق‌ترین سرگرمی‌ساز تمام دوران‌ها» از آن جمله بود.

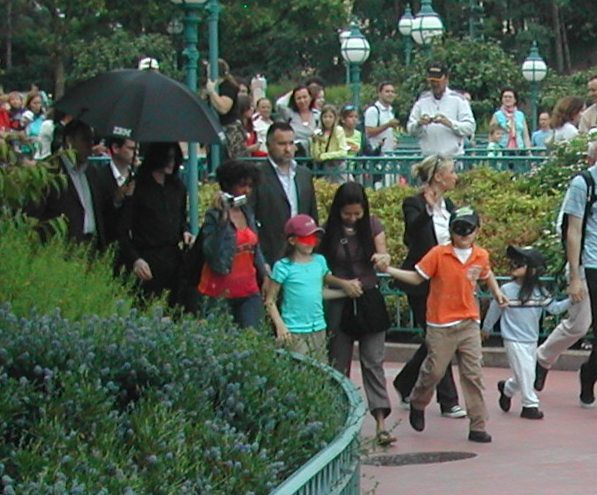
مایکل جکسون به همراه فرزندانش در دیزنی‌لند پاریس. (ژوئن ۲۰۰۶) او همیشه بر روی صورت فرزندانش پوششی قرار می‌داد تا چهره‌شان توسط رسانه‌ها شناخته نشود.

در سپتامبر همان سال جکسون و همسر سابق‌اش، دبی رو بعد از مدت‌ها بر سر حضانت فرزندانشان به توافق رسیدند. شرایط این توافق علنی نشد و جکسون نیز همانند گذشته حضانت پرنس و پاریس را بر عهده گرفت.
در ماه اکتبر، راجر فریمن، خبرنگار شبکهٔ فاکس نیوز خبر داد که جکسون در یک استودیو در کشور اروپایی ایرلند به ضبط آهنگ مشغول است. از زمانی که خبر به نتیجه نرسیدن قرارداد جکسون با «تو سیز رکوردز» منتشر شد، معلوم نبود که جکسون بر روی چه آثاری کار می‌کند یا چه کسی تهیه‌کنندگی جلسه‌های ضبط را بر عهده می‌گیرد.
در ماه نوامبر، جکسون عوامل فیلم‌برداری بازدید هالیوود را به استودیوی خود در ایرلند دعوت کرد و شبکهٔ ام‌اس‌ان‌بی‌سی مدعی شد که جکسون در حال کار بر روی یک آلبوم جدید است که ویل. آی. ام تهیه‌کنندگی آن را بر عهده خواهد داشت.
در ۱۵ نوامبر جکسون در مراسم جایزه موسیقی جهان سال ۲۰۰۶ شرکت کرد و «جایزهٔ الماس» را به مناسبت فروش حداقل بیش از ۱۰۰ میلیون نسخه از آثار دریافت کرد.
پس از فوت جیمز براون، جکسون برای به جا آوردن احترامات خود نسبت به این هنرمند به آمریکا بازگشت. او در تشییع جنازهٔ ۸٬۰۰۰ نفری جیمز براون که در ۳۰ دسامبر ۲۰۰۶ برگزار شد، شرکت و به او ادای احترام نمود و گفت: «جیمز بروان بزرگ‌ترین الهام‌گر برای من بود».
در بهار ۲۰۰۷، جکسون و شرکت سونی، شرکت «فِیمِس موزیک ال‌ال‌سی» را خریدند. این معامله حق نشر آهنگ‌های هنرمندانی همچون ایکان، امینم، شکیرا، بک هانسن و بسیاری دیگر را به انتشارات موسیقی سونی/ای‌تی‌وی که جکسون و سونی مالک آن هستند منتقل کرد.
جکسون در طول این مدت چندین آهنگ را به همراه ویل. آی. ام، ایکان و رد وان ضبط کرد.
در مارس ۲۰۰۷ جکسون در مصاحبه‌ای کوتاه با خبرگزاری آسوشیتد پرس گفت:

من از شش سالگی در صنعت سرگرمی‌سازی هستم… به قول چارلز دیکنز «هم بهترین دوران‌ها بوده، هم بدترین دوران‌ها» اما من شغل‌ام را عوض نمی‌کنم… در حالی که بعضی‌ها تلاش‌های مغرضانه‌ای برای صدمه زدن به من انجام دادن، من با قدم‌های بلند و روان به راهم ادامه می‌دهم، چون خانواده‌ای عاشق، ایمانی محکم و دوستان و هواداران بی‌نظیری دارم که از من حمایت کردن و خواهند کرد.

در سپتامبر ۲۰۰۷ جکسون گفت که هنوز با ویل. آی. ام بر روی آلبوم کار می‌کند. اما هرگز آلبومی از آن‌ها منتشر نشد.
در سال ۲۰۰۸ و به مناسبت ۲۵مین سالگرد انتشار آلبوم تریلر، جکسون آلبومی حاوی دو لوح‌فشرده به نام تریلر ۲۵ را منتشر کرد. تریلر ۲۵ به سرعت به یک موفقیت تجاری بزرگ تبدیل شد به‌طوری‌که در ۱۲ هفتهٔ نخست انتشار، ۳ میلیون نسخه از آن در جهان به فروش رسید.
این آلبوم در اروپا و ۸ کشور دیگر شمارهٔ ۱، در آمریکا شمارهٔ ۲ و در بریتانیا شمارهٔ ۳ شد و در بیش از ۳۰ کشور جهان، بین در ۱۰ اثر برتر قرار گرفت.
تریلر ۲۵ به عنوان یک آلبوم دوباره منتشر شده، مجوز ورود به جدول بیلبورد ۲۰۰ را نداشت، اما به جایگاه نخست جدول برترین کاتالوگ‌های پاپ بیلبورد وارد شد، و برای ۱۰ هفتهٔ متوالی در آن جایگاه باقی‌ماند و بهترین فروش در ۱۲ سال اخیر را در آن جدول رقم زد. در این آلبوم جکسون با ایکان، ویل. آی. ام و فرگی همکاری داشت.
به منظور گرامیداشت پنجاهمین سالگرد زادروز جکسون، شرکت سونی بی‌ام‌جی یک آلبوم به نام پادشاه پاپ را در کشورهای مختلف منتشر نمود. این آلبوم حاوی آثاری از دوران کاری گروهی یا انفرادی جکسون می‌شد، که همه توسط هواداران همان کشورها انتخاب شده بودند. طبق انتخاب طرفداران، هر کشور، فهرست آهنگ‌های منحصربه‌فرد خود را داشت.
با وجود این‌که این آلبوم در آمریکا منتشر نشد، اما در سطح وسیعی از کشورهای جهان در ۱۰ جایگاه برتر قرار گرفت.
در اواخر ۲۰۰۸ برای وامی که جکسون به ضمانت مزرعهٔ نورلند گرفته بود، فورتریس حراج این ملک را بررسی کرد. اما سرانجام وام را به کلنی کپیتال ال‌ال‌سی فروخت. در نوامبر همان سال، جکسون عنوان مزرعهٔ نورلند را به «کمپانی مزرعهٔ درهٔ سیکامور ال‌ال‌سی» تغییر داد. مزرعهٔ درهٔ سیکامور، شراکتی بین جکسون و کلنی کپیتال ال‌ال‌سی‌است. وامی که جکسون بدهکار بود پرداخت شد. او ۳۵ میلون دلار از این ریسک تجاری به‌دست‌آورد. جکسون در زمان مرگش نیز صاحب بخشی از مزرعهٔ سیکامور/نورلند بود اما هنوز مشخص نیست که سهم او به چه اندازه بزرگ است.
در سپتامبر ۲۰۰۸ جکسون با حراجی جولین برای به مزایده گذاشتن یک مجموعهٔ بزرگ حاوی ۱۳۹۰ قلم از یادگاری‌های دوران زندگی‌اش وارد مذاکره شد. حراج برای روزهای ۲۲ تا ۲۵ آوریل برنامه‌ریزی شد و نمایش آثار نیز از چهاردهم همان ماه آغاز شد اما قبل از روز مزایده و به درخواست خود جکسون، حراجی لغو شد.

#### بازگشت دوباره به صحنه بعد از ۱۲ سال
در مارس ۲۰۰۹، جکسون اعلام کرد که از ۸ ژوئیه، ۱۰ کنسرت با عنوان این آخرش است در ورزشگاه او۲ آرنا لندن اجرا خواهد نمود. این کنسرت‌ها نخستین مجموعه کنسرتی بود که جکسون از زمان تور جهانی تاریخ در سال ۱۹۹۷ انجام می‌داد.
او در توضیح گفت: «فقط می‌خواستم بگم که این‌ها آخرین اجراهای نمایشی من خواهند بود. وقتی می‌گم این آخرش است، بی‌گمان منظورم همین است» و اضافه کرد که این «آخرین فراخوان به پردهٔ نمایش» اوست.
این ۱۰ کنسرت برای جکسون درآمدی نزدیک به ۵۰ میلیون یورو به همراه می‌آورد.
به دلیل استقبال بی‌نظیر مردم، تعداد کنسرت‌ها به ۵۰ کنسرت افزایش یافت و تمام ۱ میلیون بلیط در عرض کمتر از ۲ ساعت به فروش رفت.

جکسون در حال تمرین آهنگ «مجرم زیرک» برای کنسرت‌های لندن، تنها چند روز قبل از مرگش

زمان شروع کنسرت‌ها ۱۳ ژوئیه ۲۰۰۹ و پایان آن ۶ مارس ۲۰۱۰ (به مدت ۶ ماه) بود.
کمتر از ۳ هفته پیش از شروع نخستین کنسرت در لندن، جکسون بر اثر ایست قلبی در خانه‌اش در لس‌آنجلس، آمریکا درگذشت. پس از مرگ مایکل و لغو اجراها، شرکت AEG Live نیز تمامی ۸۵ میلیون دلار پول پرداختی برای بلیت‌ها را بازگرداند؛ بازپرداخت برای کنسرت کنسل شده‌ای که رکورد بهترین فروش بلیت را کسب کرده بود.
در مکالمه‌ای تلفنی در ۱۰ مهٔ ۲۰۰۹ که پس از مرگ جکسون، از تلفن پزشک شخصی‌اش، کانراد موری پیدا شد و در دادگاه محاکمهٔ موری در سال ۲۰۱۱ برای بار نخست پخش گردید جکسون قصدش از اجرای این کنسرت‌ها را چنین بیان کرد:

ما باید خارق‌العاده باشیم. وقتی مردم سالن کنسرت را ترک می‌کنند، وقتی مردم نمایش مرا ترک می‌کنند می‌خواهم با خودشان بگویند که هرگز چنین چیزی را در زندگی‌شان ندیده‌اند. شگفت‌انگیز است. او بزرگ‌ترین صحنه‌گردان دنیاست؛ و من با پولش یک بیمارستان برای میلیون‌ها کودک جهان می‌سازم. بزرگ‌ترین بیمارستان دنیا، بیمارستان کودکان مایکل جکسون.

شرکت کلمبیا پیکچرز، فیلمی مستند به نام مایکل جکسون: این آخرش است که حاوی آخرین تمرین‌ها، وقایع پشت صحنه و مصاحبه‌های مربوط به کنسرت این آخرش است بود را از ۲۸ اکتبر ۲۰۰۹، به مدت یک ماه، به نمایش عمومی در سینماهای سراسر جهان درآورد. این مستند با فروش کلی ۲۶۱ میلیون دلار، به پرفروش‌ترین فیلم مستند، موزیکال و کنسرتی جهان در تمام دوران‌ها تبدیل شد.

## درگذشت

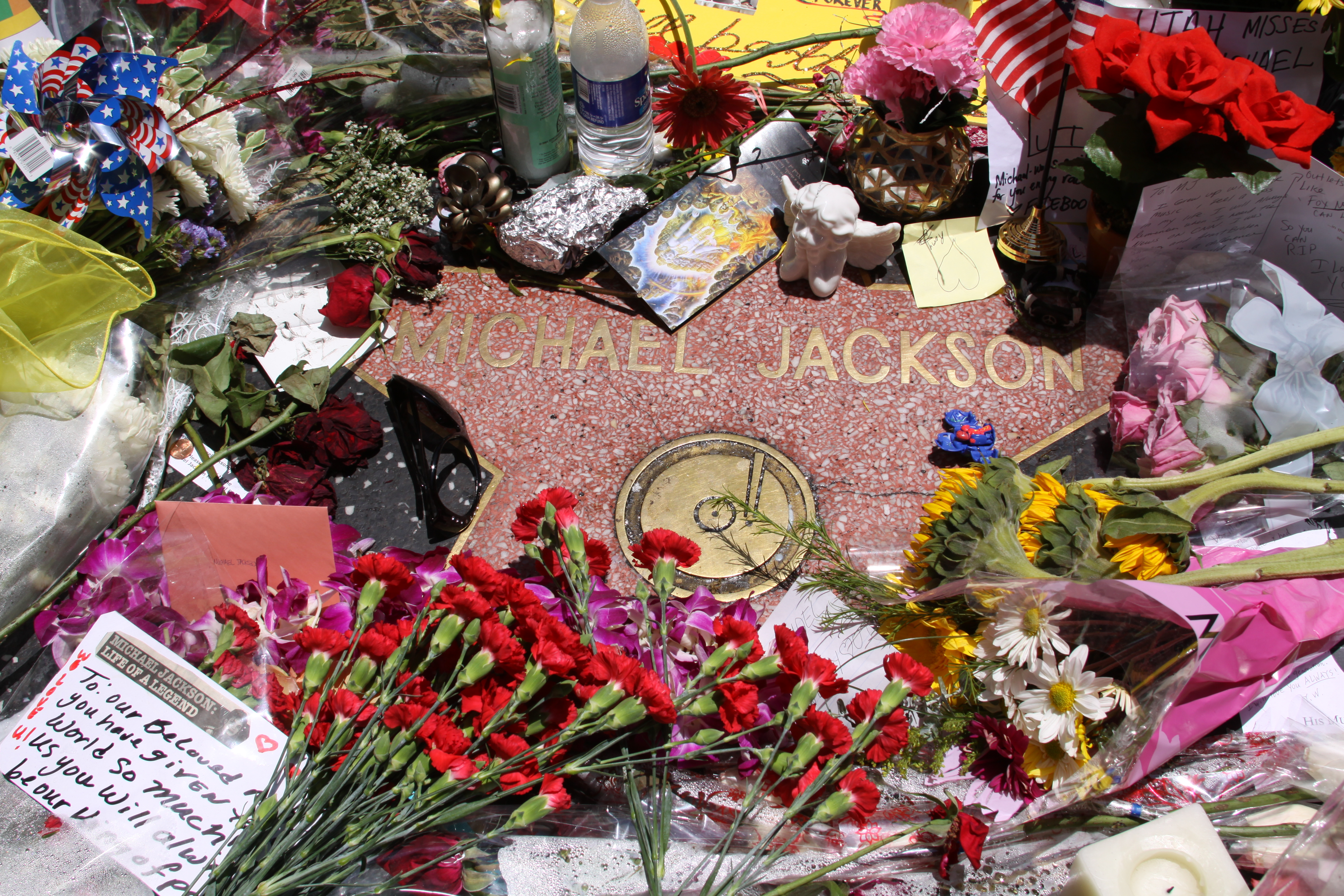
گل‌گذاری طرفداران جکسون بر روی ستارهٔ مرتبط با وی در پیاده‌رو مشاهیر هالیوود

مایکل جکسون در ۲۵ ژوئن ۲۰۰۹ (‎۴ تیر ۱۳۸۸) و تنها ۱۸ روز پیش از آغاز نخستین کنسرت «این آخرش است» بر اثر ایست قلبی ناشی از مسمومیت حاد پروپوفول و بنزودیازپین درگذشت.
مرگ ناگهانی مایکل شبهه‌های زیادی را به وجود آورد زیرا او تنها ۱۲ ساعت پیش از مرگش در حال اجرای تمرین‌های سخت بر روی صحنهٔ سالن استیپلز سنتر برای کنسرت‌های «این آخرش است» بود. شایعه شد که مرگ مایکل به علت مصرف بیش از حدّ مواد مخدر بوده است اما پزشکی قانونی لس‌آنجلس بعد از کالبدشکافی بدن مایکل توضیح داد که هیچ‌گونه اثری از دارو و مواد مخدری همانند دمرول، مورفین، حشیش، کوکایین و قرص‌های ضدافسردگی و همچنین مشروبات الکلی در بدن مایکل پیدا نشد. پزشکی قانونی اضافه کرد که تنها چند دارو خواب‌آور از جمله داروی قوی بیهوشی پروپوفول در بدن مایکل بوده است.
۲ ماه بعد از مرگ مایکل، پزشکی قانونی لس‌آنجلس به‌طور رسمی، علت مرگ مایکل جکسون را «قتل» معرفی کرد. جکسون در شب ۳ سپتامبر در گورستان «فارست لاون» در کالیفرنیا به خاک سپرده شد.
علت قتل نیز «تزریق توسط غیرمتخصص» و «آسیبی مرگ بار» اعلام شد. سپس پزشک مایکل، دکتر کانراد موری، متخصص بیماری‌های قلبی متهم به قتل غیرعمد او شد و دادگاه بررسی به جرم دکتر موری، او را مجرم شناخته و به چهار سال حبس در زندان محکوم کرد.
خبر مرگ مایکل جکسون به صورت گسترده تحت پوشش قرار گرفت. وبگاه‌های خبرگزاری لس‌آنجلس تایمز و تی‌ام‌زد به دلیل هجوم کاربران مدتی از کار افتادند، گوگل به دلیل هجوم گستردهٔ کاربران و جستجوی کلمه «مایکل جکسون» و به دلیل مشکوک شدن به حملهٔ داس، نیم ساعت از دسترس خارج شد، وب‌سایت‌های توئیتر و ویکی‌پدیا نیز به دلیل هجوم گستردهٔ کاربران دچار مشکل شدند. به گزارش نوام کوهن در نیویورک تایمز، اندکی پس از تأیید مرگ جکسون، صفحهٔ بیوگرافی او در ویکی‌پدیا، طی یک ساعت نزدیک به یک میلیون بازدیدکننده داشت. جی والش، سخنگوی بنیاد ویکی‌مدیا در سانفرانسیسکو، در آن زمان گفت «ما گمان می‌کنیم که این بیشترین بازدید از هر مقاله در تاریخ ویکی‌پدیا در یک دوره یک ساعته باشد».
در روز ۷ ژوئیه ۲۰۰۹ و ۱۲ روز بعد از مرگ مایکل مراسمی عمومی برای یادبود وی برگزار شد که مملو از ابراز احساس توسط شرکت‌کنندگان و اجراکنندگان بود. نزدیک به ۲ میلیون نفر از سراسر دنیا برای شرکت در این مراسم حاضر شدند که تنها ۲۰ هزار نفر توانستند به داخل مراسم راه یابند. همچنین بیش از ۱ میلیارد نفر این برنامه را به صورت زنده از سراسر جهان مشاهده کردند. مراسم یادبود جکسون در کنار برنامه‌هایی همانند مراسم خاک‌سپاری دایانا، شاهدخت ولز و ازدواج شاهزاده ویلیام، دوک کمبریج و کاترین میدلتون به یکی از پربیننده‌ترین برنامه‌های تلویزیونی از تاریخ تأسیس تلویزیون تبدیل شد.

## سبک موسیقی، رقص و ظاهر

### نماهنگ‌ها

تصویری از جکسون در نماهنگ «تریلر مایکل جکسون» که موفق به ثبت دو حدنصاب «موفق‌ترین و پرفروش‌ترین نماهنگ جهان در تمام دوران‌ها» در کتاب رکوردهای جهانی گینس شد.

صحنه‌ای از نماهنگ «مجرم زیرک» که جکسون در آن برای بار یکم از فن ضد جاذبه استفاده کرد. جکسون یک کفش مخصوص برای انجام این رقص اختراع کرد.

جکسون در طول دوران فعالیت‌اش ۳۸ نماهنگ منتشر کرد. نخستین نماهنگ او «تا به اندازهٔ کافی گیرت نیومده بس نکن» (۱۹۷۹) و آخرین نماهنگ رسمی وی «دنیای مرا باشکوه می‌کنی» (۲۰۰۱) بود.
برخی از نماهنگ‌های جکسون توسط کارگردانان معروف هالیوودی همانند مارتین اسکورسیزی، فرانسیس فورد کوپولا، دیوید فینچر و اسپایک لی کارگردانی شده است. همچنین در برخی از نماهنگ‌های جکسون افراد مشهوری همانند استیون اسپیلبرگ، مارلون براندو، نائومی کمپبل، کریس تاکر، مایکل مدسن، دیوید کاپرفیلد، جان تراولتا، ووپی گلدبرگ، مایکل جردن، مکالی کالکین، ادی مورفی و… به نقش‌آفرینی پرداخته‌اند.
جکسون با نماهنگ‌هایش توانست شبکهٔ تازه تأسیس ام‌تی‌وی را که تا ورشکستی‌اش چیزی نمانده بود، «به روی نقشه» بیاورد.
او نماهنگ‌ها را از مجموعه‌ای از تصاویر و عکس‌ها، به روایتی داستانی، به صورتی که امروز می‌بینیم تبدیل کرد و انقلابی در صنعت موسیقی به پا کرد.
او شکل سادهٔ نماهنگ‌ها را از راه داستان، حرکات رقص و جلوه‌های ویژه، به یک حالت هنری و یک ابزار تبلیغاتی تبدیل نمود.

## میراث و تأثیر

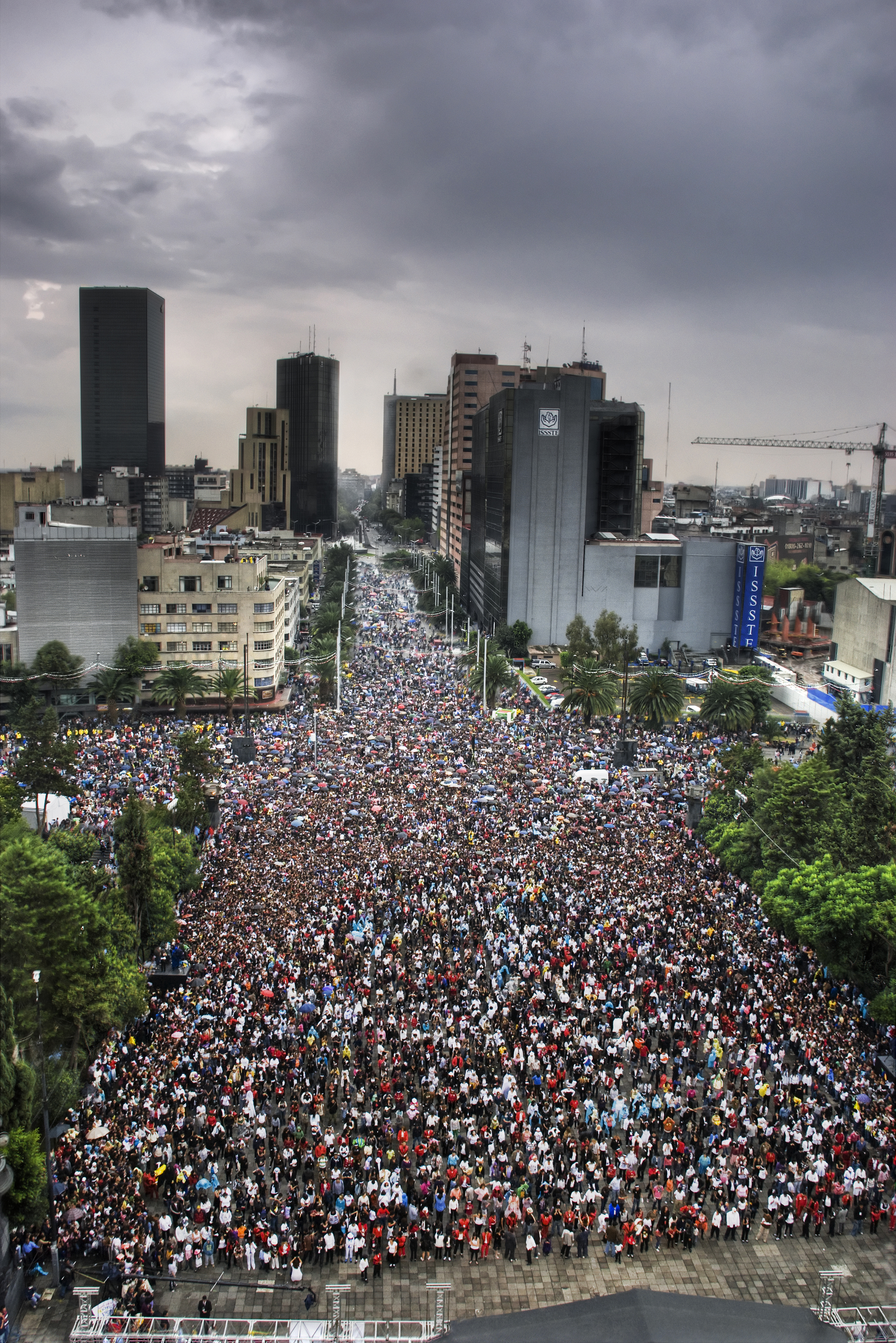
رقص دسته جمعی مردم در مکزیکو سیتی. این رقص به عنوان «بزرگ‌ترین رقص دسته جمعی جهان» در کتاب گینس ثبت شده است. ۱۳٬۹۵۷ نفر در این واقعه، به بازسازی رقص تریلر مایکل جکسون در روز تولدش می‌پردازند. در این رقص تنها کسانی که لباس مردگان و مخصوص نماهنگ تریلر را پوشیده بودند جز رقصندگان به حساب می‌آمدند و بقیهٔ مردم که بالغ بر ۵۰٬۰۰۰ نفر بودند، شمارش نشدند.

جکسون در طول دوران کاری‌اش، توسط موسیقی و فعالیت‌های بشردوستانه، تأثیری «بی‌نظیر» بر روی نسل جوان در سطح جهانی گذاشته است.
او همچنین هنر ساخت نماهنگ را تغییر داد و راه را برای موسیقی پاپ مدرن هموار نمود.
او با موسیقی و نماهنگ‌هایش، تبعیض‌نژادی را در شبکهٔ ام‌تی‌وی فروپاشید و کمک کرد تا این شبکه که فقط دو سال از تأسیس‌اش می‌گذشت و در مرز ورشکستگی بود، در بین مردم محبوب شود.
جکسون هنرمندان بی‌شماری را از نظر سبک موسیقی، مد، آواز، رقص، صحنه‌گرانی و… تحت تأثیر قرار داده است. از این هنرمندان می‌توان به مدونا، ماریا کری، آشر، بریتنی اسپیرز، کریس براون، بیانسه، گرین دی، مایلی سایرس، فیفتی سنت، جاستین تیمبرلیک، لیدی گاگا، جاستین بیبر، نی-یو، جنیفر لوپز، آدام لمبرت، ریانا و آر. کلی و بسیاری دیگر اشاره کرد.

استو هوای، منتقد مجلهٔ آل‌میوزیک او را این‌گونه توصیف می‌کند: 
«یک ایزد توقف ناپذیر، که تمام ابزارها را برای فتح جداول موسیقی به ارادهٔ خود در اختیار دارد؛ صدایی که بلافاصله خود را نشان می‌دهد؛ حرکات رقصی که چشم‌ها را خیره می‌کند؛ استعدادها و قابلیت‌های موسیقایی حیرت‌انگیز، و محبوبیت و قدرت بسیار بسیار زیاد یک ستاره».
در سال ۱۹۸۴ (۲۶ سالگی مایکل) مجلهٔ تایم نوشت: 
«جکسون بزرگ‌ترین چیز از زمان بیتلز است. او داغ‌ترین پدیدهٔ فردی از زمان الویس پرسلی است؛ و شاید تا همیشه به عنوان محبوب‌ترین هنرمند سیاه‌پوست باقی بماند».
۶ سال بعد، مجلهٔ ونیتی فیر اعلام کرد که جکسون محبوب‌ترین هنرمند در تاریخ است.
شورای فرهنگی بریتانیا در سال ۲۰۱۴ به مناسبت هشتادمین سالگرد بنیان‌گذاری این نهاد، فهرستی به نام «۸۰ اتفاقی که جهان را شکل داد» منتشر کرد و از تأثیر مایکل جکسون بر فرهنگ عامهٔ جهان به عنوان یکی از مهم‌ترین اتفاقات جهان معاصر یاد کرد. از دیگر اتفاقات مهمی که این شورا نام برد؛ اختراع اینترنت، اختراع پنی‌سلین، حملات تروریستی ۱۱ سپتامبر و مبارزات نلسون ماندلا بود، که این شورا، در شکل‌گیری جهان معاصر دخیل می‌دانست.

## جایزه‌ها و دستاوردها
مایکل جکسون در سن ۲۴ سالگی به آن چنان شهرت و محبوبیتی دست یافت که تا آن زمان تنها هنرمندانی نظیر الویس پریسلی و گروه بیتلز بدان دست یافته بودند.
در سال ۱۹۸۴، نام جکسون برای دومین بار در پیاده‌روی شهرت هالیوود ثبت شد. او نخستین هنرمند موسیقی بود که نامش دو بار در این پیاده‌رو ثبت می‌شد (تا به امروز فقط ۶ هنرمند موسیقی موفّق به دریافت ۲ ستاره شده‌اند).
او در طول فعالیت کاری‌اش، موفق به دریافت نزدیک به ۴۰۰ جایزه شده است که این میزان بیشتر از هر هنرمند دیگری در سطح جهان می‌باشد.
او از معدود هنرمندانی‌است که دو بار به تالار مشاهیر راک اند رول فرا خوانده شده است.
در سال ۲۰۰۲، وی به تالار مشاهیر آهنگ‌سازان نیز فرا خوانده شد.
دیگر دستاوردهای او عبارتند از تعداد ۳۹ رکورد گینس که باعث شد او به رکورددارترین هنرمند جهان تبدیل شود. او در طول عمرش موفق به برنده شدن ۱۸ جایزهٔ گرمی شد.
همچنین او دارای ۱۳ تک‌آهنگ شماره یک در جدول ۱۰۰ آهنگ داغ بیلبورد است (بیش از هر هنرمند مرد دیگری بعد از پایه‌گذاری جدول ۱۰۰ آهنگ داغ بیلبورد).
در سال ۱۹۹۱ (۳۳ سالگی مایکل)، مراسم جایزهٔ موزیک ویدئوی ام‌تی‌وی، به خاطر تأثیر بسیار زیادی که جکسون بر روی شبکهٔ ام‌تی‌وی گذاشت، «جایزهٔ ویدئوی پیشگام ام‌تی‌وی» را که بزرگ‌ترین و معتبرترین جایزهٔ این مراسم است، به نام مایکل جکسون تغییر داد و آن را «جایزهٔ ویدئوی مایکل جکسون» نامید.
مایکل بیش از هر هنرمند دیگری آلبوم پرفروش دارد. آلبوم تریلر او پرفروش‌ترین آلبوم موسیقی جهان در تمام دوران‌ها است. آلبوم بد در رتبهٔ پنجم و آلبوم خطرناک در رتبهٔ ۱۳ پرفروش‌ترین آلبوم‌های موسیقی جهان جای گرفته‌اند.
مایکل جکسون «پرفروش‌ترین هنرمند جهان در تاریخ نمایش» است. از آثار وی، بدون در نظر گرفتن گروه جکسون فایو، بین ۷۵۰ میلیون تا ۱ میلیارد نسخه در جهان به فروش رفته است. او پرفروش‌ترین هنرمند موسیقی تاریخ نیز می‌باشد.
وی محبوب‌ترین هنرمند در تاریخ صنعت نمایش، مشهورترین انسان مَرد جهان در طول تاریخ و پرجایزه‌ترین هنرمند جهان است.
کتاب گینس در سال ۲۰۰۶ اعلام کرد که مایکل جکسون «مشهورترین انسان زندهٔ جهان» است. همچنین فعالیت‌های نیکوکارانهٔ مایکل باعث شد که کتاب گینس در سال ۲۰۰۰ رکورد «نیکوکارترین فرد مشهور» را به نام او ثبت کند. او بیشتر ثروت خود را به انجام کارهای خیریه بخشید. او ۲ بار نامزد جایزهٔ صلح نوبل شده است؛ یک‌بار در سال ۱۹۹۸ و دیگری در سال ۲۰۰۳.
مایکل جکسون دارای مدرک دکترای ادبیات انسانی از دانشگاه متحد سیاهپوستان است. همچنین دارای دکترای افتخاری ادبیات انسانی از دانشگاه فیسک نیز می‌باشد.

## ثروت و دارایی
آمار دقیقی از ثروت مایکل جکسون در دست نیست. در ۶ فوریه ۲۰۰۳، مارتین بشیر در مستند زندگی با مایکل جکسون از مایکل پرسید که چقدر سرمایه دارد؛ مایکل در پاسخ گفت بیش از ۱ میلیارد دلار ثروت دارد. اما زمانی که این مستند از تلویزیون آمریکا پخش شد، باربارا والترز گفت: «از نظر او بالای ۱ میلیارد دلار است اما در واقع ثروت او بین ۲۰۰ تا ۳۰۰ میلیون دلار است». این در حالی‌است که مایکل جکسون مالک نیمی از سهام انتشارات موسیقی سونی/ای‌تی‌وی که هم‌اکنون بزرگ‌ترین شرکت انتشارات آثار موسیقی در جهان است، می‌باشد. درآمد متوسط سالیانهٔ او از این شرکت بین ۵۰ تا ۱۰۰ میلیون دلار تخمین زده شده است. در کاتالوگ این شرکت، حق‌نشر بیش از ۲ میلیون آهنگ از افرادی همچون الویس پریسلی، لئونارد کوهن، نیل دایموند، فیفتی سنت، باب دیلن، لیدی گاگا، جان مِیر، امینم، انریکه ایگلسیاس، شکیرا، کریستینا آگیلرا، ایکان، سلین دیون، کی‌تی تانستال، تیلور سویفت، جنیفر لوپز، بیانسه و همچنین حق نشر تمام آثار گروه بیتلز قرار دارد.
ارزش این انتشارات موسیقی در سال ۲۰۰۵، بین ۴ تا ۵ میلیارد دلار برآورد شده و هر سال هم به ارزش آن اضافه می‌شود.
با این حال تخمین زده می‌شود که درآمدهای جکسون از سهم سود آثار خودش، کنسرت‌هایش و مشارکت یا موافقت‌هایش، ۵۰۰ میلیون دلار باشد. جکسون در طول عمرش بیش از ۳۰۰ میلیون دلار از درآمدش را وقف اعمال خیریه و نیکوکارانه کرد.
مجلهٔ بیلبورد تخمین زده است، ثروت جکسون تنها ۱ سال پس از مرگ ناگهانی‌اش، حداقل ۱ میلیارد دلار بیشتر شده است.
در ژوئیه ۲۰۱۱ مشخص شد که مایکل کلکسیونی شامل ۱۸۲ اثر هنری دارد که تعداد بسیاری از آن‌ها را خودش خلق کرده است. ارزش این کلکسیون بیش از ۹۰۰ میلیون دلار تخمین زده شده است. یک ارزیاب آثار هنری بر این باور است که کلکسیون هنری مایکل یکی از نایاب‌ترین و بی‌عیب‌ترین مجموعه‌های دنیاست.
مجلهٔ فوربس در سال ۲۰۱۹ در گزارشی اعلام کرد که جکسون از زمان مرگش در سال ۲۰۰۹، با درآمد حداقل ۱۰۰ میلیون دلار در سال به مدت ۹ سال پردرآمدترین انسان درگذشتهٔ جهان بوده است؛ بنابراین گزارش درآمد جکسون بعد از مرگش تا سال ۲۰۱۹ بالغ بر ۲ میلیارد و چهارصد میلیون دلار بوده است.

## آلبوم‌شناسی
- باید آنجا باشم (۱۹۷۲)
- بن (۱۹۷۲)
- موسیقی و من (۱۹۷۳)
- مایکل، برای همیشه (۱۹۷۵)
- غیرمعمول (۱۹۷۹)
- تریلر (۱۹۸۲)
- بد (۱۹۸۷)
- خطرناک (۱۹۹۱)
- تاریخ: گذشته، حال و آینده، کتاب یکم (۱۹۹۵)
- شکست‌ناپذیر (۲۰۰۱)

## فیلم‌شناسی
- جادوگر (۱۹۷۸)
- کاپیتان ئی‌او (۱۹۸۶)
- مون‌واکر (۱۹۸۸)
- ارواحِ مایکل جکسون (۱۹۹۷)
- مردان سیاه‌پوش ۲ (۲۰۰۲)
- دوشیزه گمشده و دختران جزیره (۲۰۰۴)
- این آخرش است مایکل جکسون (۲۰۰۹)
- بد ۲۵ (۲۰۱۲)
- سفر مایکل جکسون از موتاون به غیرمعمول (۲۰۱۶)

## تورها
- تور جهانی بد (۱۹۸۷–۱۹۸۹)
- تور جهانی دنجروس (۱۹۹۲–۱۹۹۳)
- تور جهانی هیستوری (۱۹۹۶–۱۹۹۷)
- اِم‌جِی و دوستان (۱۹۹۹)

## واژه‌نامه
1. ↑  Copy Right
2. ↑  Northern Songs
3. ↑  Wacko Jacko
4. ↑  Neverland Ranch
5. ↑  King of Pop
6. ↑  You Were There
7. ↑  Dangerous
8. ↑  HBO
9. ↑  HIStory: Past, Present and Future, Book I
10. ↑  Debbie Rowe
11. ↑  Invincible
12. ↑  Prince Michael II
13. ↑  Blanket
14. ↑  Take Two: The Footage You Were Never Meant to See
15. ↑  Two Seas Records
16. ↑  PhD